# Karlsruhe
Pour la ville des États-Unis, voir Karlsruhe (Dakota du Nord).
Pour le nom de navire, voir SMS Karlsruhe.
Karlsruhe (/ˈkaʁls.ˌʁuː.ə/), également appelé Carlsruhe en français, est une ville d'Allemagne, située dans le Land de Bade-Wurtemberg. Elle est le siège du Tribunal constitutionnel fédéral et de la Cour fédérale de justice. Au 31 juillet 2022, la ville comptait 300 287 habitants, ce qui en fait la troisième ville du Bade-Wurtemberg après Stuttgart et Mannheim.
Fondée en 1715 par le margrave (marquis souverain) Charles-Guillaume de Bade-Durlach, Karlsruhe fut successivement la capitale du margraviat et du grand-duché de Bade jusqu'en 1918, puis celle de la République de Bade jusqu'en 1945. Elle est aujourd'hui à la tête d'un district comprenant trois aires urbaines (l'aire urbaine Rhin-Neckar, l'aire urbaine Mittlerer Oberrhein et la Technologieregion Karlsruhe (de)). C'est aussi une ville-arrondissement et le chef-lieu de l'arrondissement de Karlsruhe, dont elle ne fait pas partie.
Karlsruhe est bordée par le Rhin, qui marque la frontière du Land de Rhénanie-Palatinat. La ville est également proche du nord de l'Alsace.
Karlsruhe est une ville nouvelle, elle a été créée ex nihilo au début du XVIIIe siècle selon des canons baroques et néoclassiques. À l'instar de ses pairs, le margrave Charles-Guillaume de Bade-Durlach a d'abord fait construire un château sur le modèle de Versailles, puis la ville a été planifiée autour. Le château se trouve au centre d'un cercle, la moitié nord a été transformée en parc, tandis que la moitié sud a été lotie selon un plan en éventail, les rues rayonnant autour du château. La ville a été détruite à 80 % durant la Seconde Guerre mondiale, mais lors de la reconstruction, les architectes ont conservé le plan initial.

## Géographie

### Situation

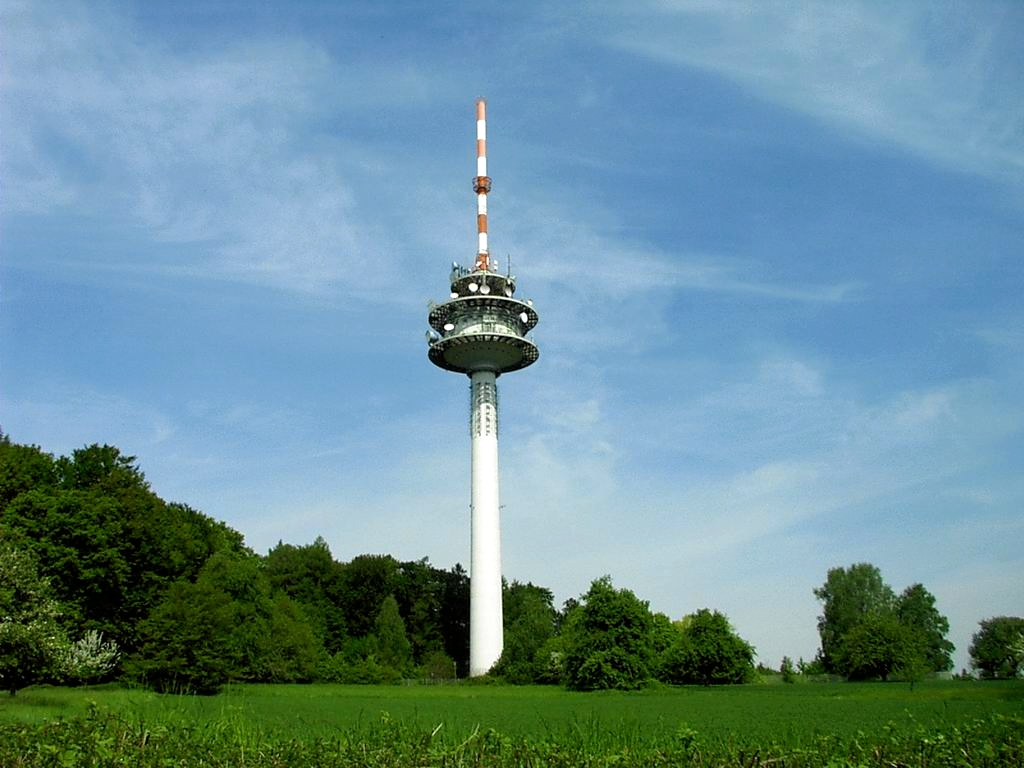
La tour de télévision de Grünwettersbach, située sur le point culminant de la ville.

Karlsruhe se trouve dans le sud-ouest de l'Allemagne, à une vingtaine de kilomètres de l'Alsace et de la France. La commune française la plus proche est Lauterbourg, située à une vingtaine de kilomètres au sud-ouest. La ville est située dans le fossé rhénan, une vallée fluviale limitée par les Vosges et la Forêt-Noire qui s'étend du nord de la Suisse à Francfort-sur-le-Main.
Le Rhin, qui borde la ville à l'ouest, forme quelques bras morts. Karlsruhe est également encadrée au sud par l'Alb (de), une petite rivière tributaire du Rhin, et au nord par le Pfinz, qui se jette lui aussi dans le fleuve. Au sud, le paysage de la ville est marqué par les derniers contreforts de la Forêt-Noire, et à l'est, elle est bordée par l'extrémité sud-ouest des collines du Kraichgau.
Les limites administratives de la ville englobent 173,46 km2, ce qui en fait la trentième ville allemande pour la superficie. Le territoire a une longueur maximale de 19,3 km, sur un axe nord-sud, et une largeur maximale de 16,8 km, sur un axe est-ouest. Le point le plus bas de la ville correspond au port fluvial sur le Rhin, il a une altitude de 100 mètres. Le point le plus haut atteint 322,7 m d'altitude et se trouve dans le faubourg de Grünwettersbach (de), au sud-est du centre.
Karlsruhe est située sur le 49e parallèle nord. La ville est donc à la même latitude qu'une grande partie de la frontière entre les États-Unis et le Canada. Elle est aussi à une latitude similaire à celle de Ratisbonne, Vancouver et Paris.

### Climat
Karlsruhe, avec une température annuelle moyenne de 10,7 °C, est une des villes les plus chaudes d'Allemagne. Elle profite aussi d'une durée annuelle d'ensoleillement de 1691,4 heures (période de référence 1961-90), ce qui en fait l'une des villes allemandes les plus ensoleillées. Sa situation dans le fossé rhénan la protège des vents et occasionne une forte humidité en été. En hiver, la ville connaît le brouillard caractéristique de cette région. La température est inférieure à zéro pendant 17,1 jours par an en moyenne.
| Mois                              | Jan  | Fév  | Mars | Avr  | Mai  | Juin | Juil | Août | Sept | Oct  | Nov | Déc  | Année |
| --------------------------------- | ---- | ---- | ---- | ---- | ---- | ---- | ---- | ---- | ---- | ---- | --- | ---- | ----- |
| Température maximale moyenne (°C) | 3,8  | 6,1  | 10,9 | 15,4 | 19,9 | 23,0 | 25,5 | 25,1 | 21,5 | 15,3 | 8,5 | 4,8  | 15    |
| Température minimale moyenne (°C) | -1,4 | -0,7 | 1,9  | 4,9  | 8,9  | 12,2 | 14,0 | 13,8 | 10,6 | 6,7  | 2,4 | -0,4 | 6,1   |
| Précipitations (mm)               | 57   | 54   | 53   | 61   | 79   | 87   | 70   | 66   | 53   | 58   | 65  | 67   | 770   |
| Source, :                         |      |      |      |      |      |      |      |      |      |      |     |      |       |

## Histoire
| Appartenances historiques Margraviat de Bade-Durlach 1715-1771 Margraviat de Bade 1771-1803 Électorat de Bade 1803–1806 Grand-duché de Bade 1806–1871 Empire allemand 1871–1918 République de Weimar 1918–1933 Reich allemand 1933–1945 Allemagne occupée 1945–1949 Allemagne de l'Ouest 1949–1990 Allemagne 1990-présent |

### Origines

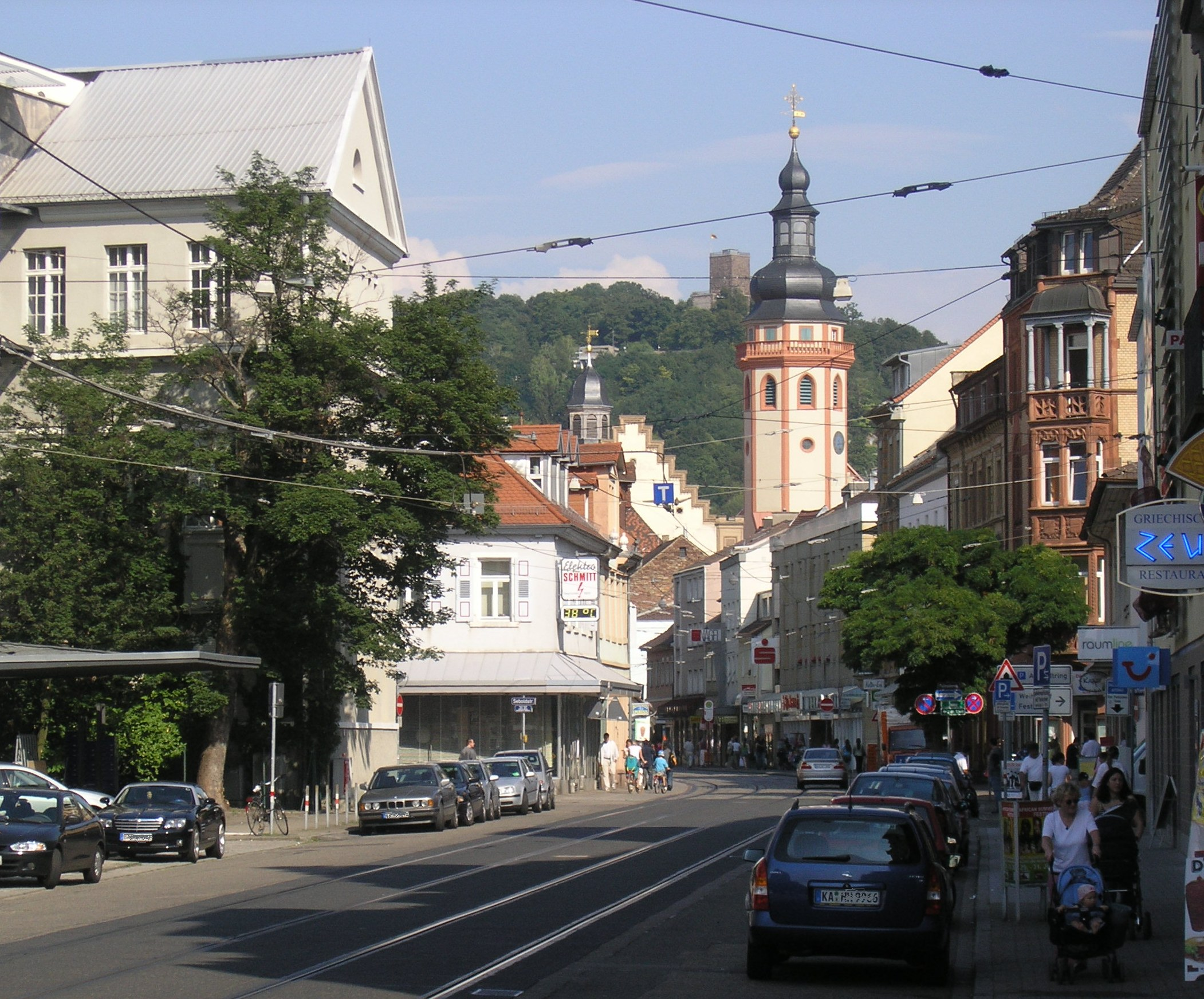
La vieille ville de Durlach, devenue un quartier de Karlsruhe.

Avant 1715, le site de Karlsruhe n'était pas habité. En revanche, le territoire actuel comprenait déjà deux petites villes, Durlach et Mühlburg, ainsi que plusieurs villages, qui forment aujourd'hui des quartiers de la ville. Ces quartiers périphériques ont donc une histoire plus longue que le centre-ville de Karlsruhe.
Durlach et les villages de Knielingen et Rüppurr ont été occupés à partir de l'âge du bronze, et des fouilles ont mis au jour des lingots ainsi que des sépultures de l'âge du fer tardif. Le quartier de Grünwinkel est construit sur les restes d'une petite colonie romaine et des fours à brique et à poterie y ont été découverts.
Knielingen est la première localité de Karlsruhe à être mentionnée par écrit, en 786. Au XIe siècle, le comte de Hohenberg (de) fait construire le château (de) de Durlach, dont il reste le donjon. À la même époque, la fondation du couvent bénédictin de Gottesaue (de) favorise la croissance des localités voisines, comme Muehlburg, Knielingen et Neureut. En 1196, Durlach est mentionnée pour la première fois en tant que ville. Pendant la guerre des Paysans allemands, Muehlburg, Durlach et Neureut (de) se joignent au conflit, et en 1535, la région intègre le nouveau margraviat de Bade-Durlach, dont la capitale est la ville voisine de Pforzheim. Durlach devient officiellement protestante en 1556, puis elle est libérée du servage en 1563. En 1565, le margrave Charles II de Bade-Durlach transfère sa résidence de Pforzheim à Durlach, et cette dernière connaît alors un certain essor économique et culturel[réf. nécessaire].
Durlach est néanmoins détruite pendant la guerre de Trente Ans, tout comme Mülhburg et les villages de Rintheim (de) et Hagsfeld. D'autres destructions sont commises par les troupes françaises lors de la guerre de Neuf Ans, et seul Rüppurr est épargné. En 1699, des Huguenots fuyant la France après la révocation de l'édit de Nantes trouvent refuge dans le village de Neureut. Ils y établissent un nouveau quartier, baptisé Welschneureut (Neureut welche , c'est-à-dire « Neureut français ou étranger »), tandis que le vieux village est nommé Teutschneureut (« Neureut allemand »).

### Fondation

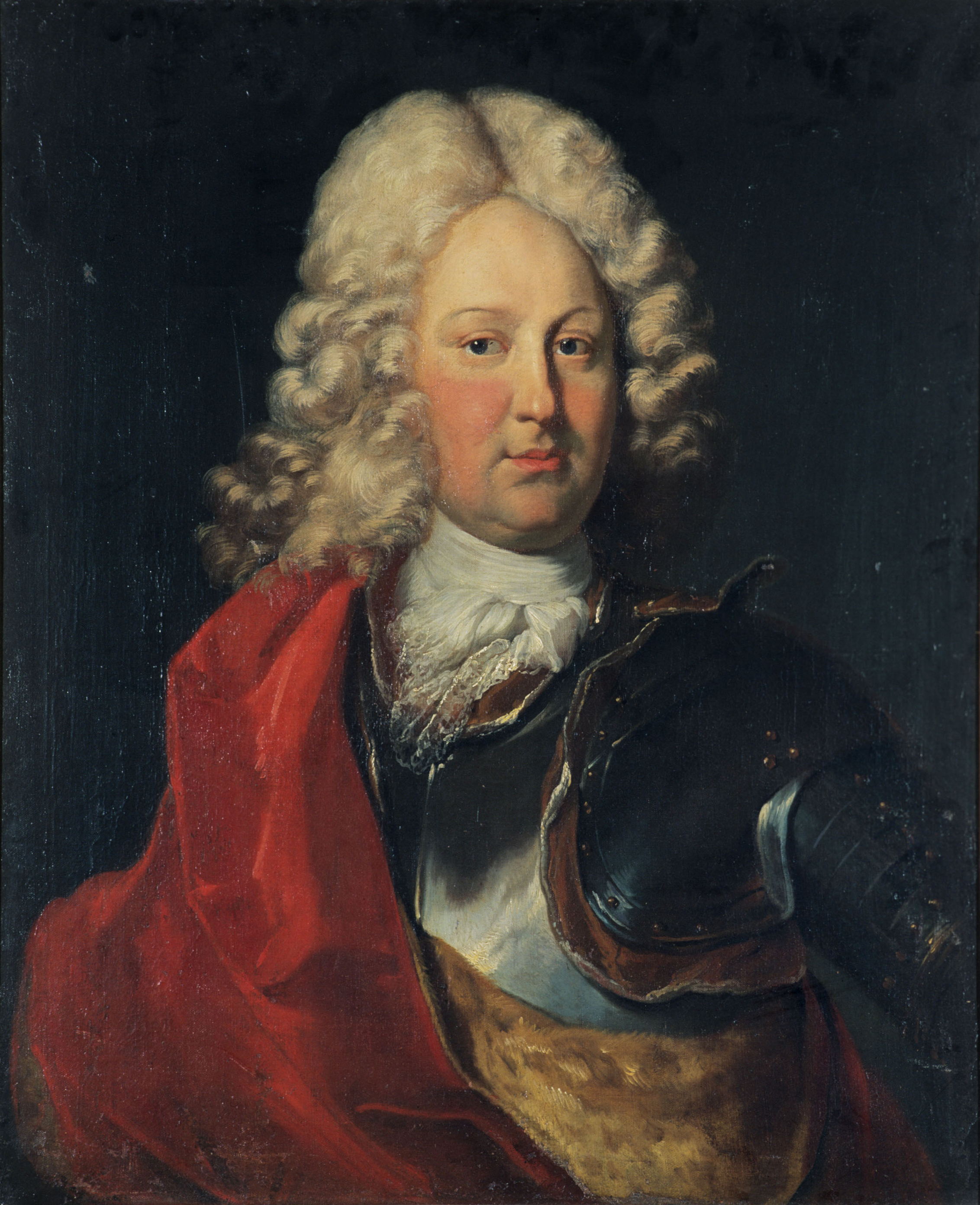
Charles-Guillaume de Bade-Durlach, le fondateur de Karlsruhe.

Selon la légende, le margrave Charles-Guillaume de Bade-Durlach s'était endormi lors d'une chasse dans la forêt près de Durlach. Il a alors rêvé d'un château qui rayonnerait comme un soleil, et d'une ville dont les rues figureraient les rayons. Il dessine ensuite sa vision et fonde la ville de Karlsruhe le 17 juin 1715, avec la pose de la première pierre du château. Le nom de la ville signifie « le repos de Charles ».
Derrière la légende se cache un conflit qui opposait le margrave aux habitants de Durlach depuis 1709. Par ailleurs, son château de Karlsburg avait été détruit pendant la guerre de Neuf-Ans, et ses efforts de reconstruction avaient échoué, notamment à cause du manque de place. Les travaux avaient donc été abandonné en 1703. Le margrave, en faisant édifier une nouvelle capitale, voulait donc se dégager de toute contrainte matérielle et sécuriser son pouvoir en le mettant en scène, tout comme Louis XIV à Versailles.
Karlsruhe est l'une des dernières villes européennes créées à partir d'un plan sur papier, et le margrave souhaite en faire une ville exemplaire et moderne. Il y établit sa capitale et signe un « décret des privilèges » qui octroie aux habitants de la ville des droits avantageux, comme des libertés individuelles et économiques, ainsi que l'égalité devant la loi. Les premiers habitants de Karlsruhe viennent de nombreuses régions allemandes, mais aussi de France, de Pologne, d'Italie ou de Suisse. Le premier maire, Johannes Sembach (de), était originaire de Strasbourg. Le margrave s'installe définitivement à Karlsruhe en 1717.

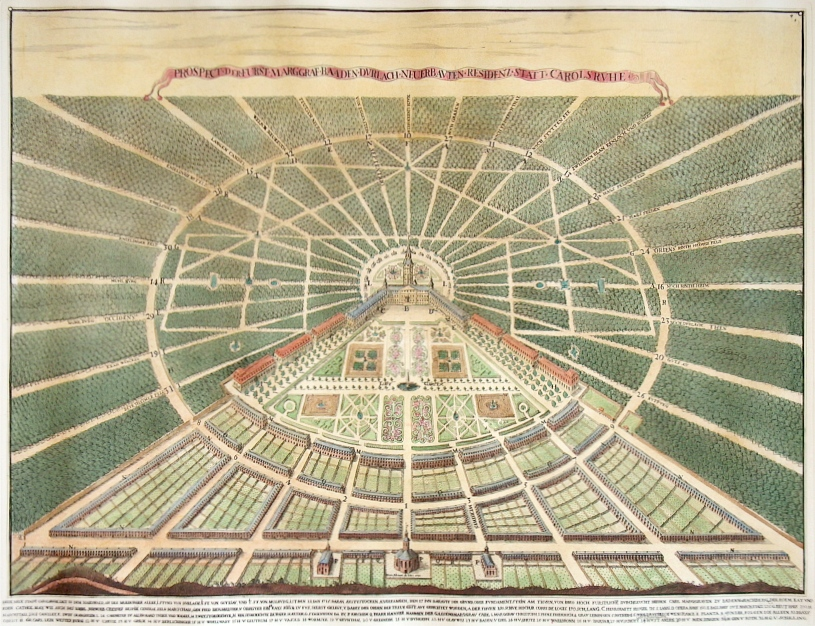
Plan de Karlsruhe de 1721.

Charles-Guillaume meurt en 1738 ; son petit-fils Charles-Frédéric lui succède. Il régnera 73 ans. Souverain éclairé, il fait l'admiration de l'Europe des Lumières. En 1771, l'extinction de la branche catholique de Bade-Bade lui permet de réunifier les possessions de la maison de Bade.

### LeXIXesiècle

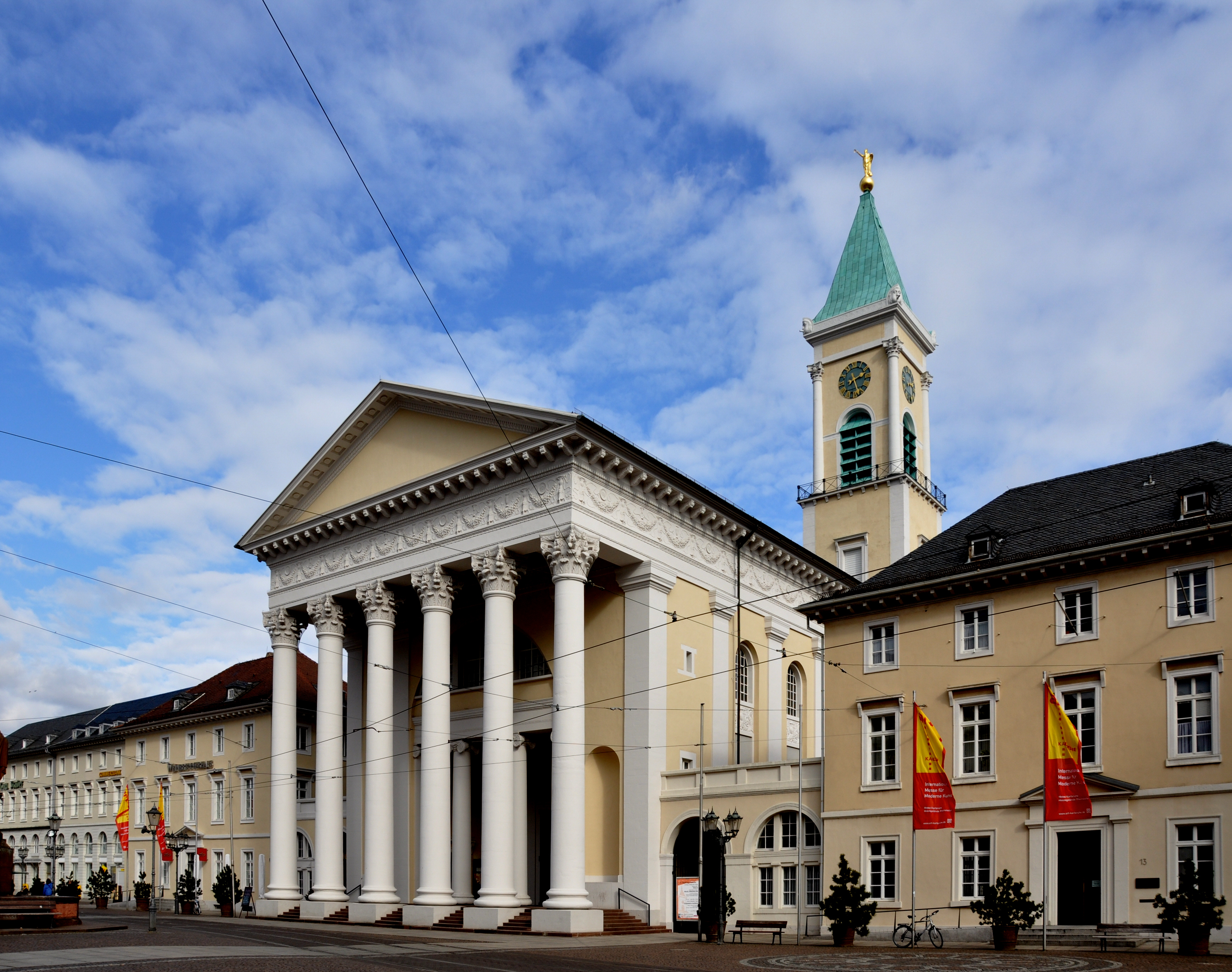
L'église protestante, construite de 1807 à 1816.

Sous l'impulsion de Napoléon, le margraviat de Bade devient un électorat du Saint-Empire en 1803 puis, en 1806, fusionne avec d'autres entités pour former le grand-duché de Bade qui intègre la confédération du Rhin. Karlsruhe devient la capitale grand-ducale. Pour mieux s'attacher le nouveau mais très âgé grand-duc, Napoléon donne en mariage au petit-fils de celui-ci sa fille adoptive Stéphanie de Beauharnais. Charles-Frédéric meurt en 1811. En 1818, son petit-fils Charles II de Bade promulgue une constitution considérée très libérale avant de mourir prématurément.
Le grand-duc Louis Ier fonde le Polytechnikum en 1825. Cette école est l'embryon de l'actuelle université de Karlsruhe. En 1846, l'un des premiers corps de pompiers volontaires voit le jour dans le quartier de Durlach. Lors de la révolution de Mars, le grand-duc Léopold Ier quitte son pays pour Coblence, en mai 1849. Ce n'est qu'en juillet que l'ordre est rétabli, après que les troupes prussiennes eurent écrasé les insurgés à Rastatt. Dans l'intervalle, le Bade était de facto une république.

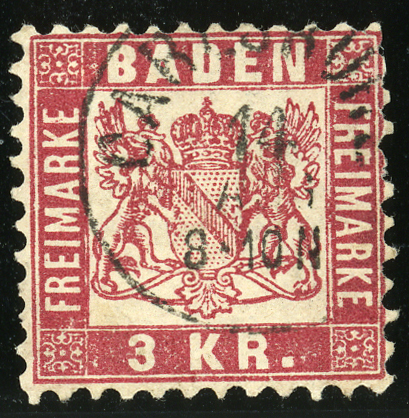
Carlsruhe s'écrit avec un C dans le grand-duché de Bade.

Tenu en 1860, le Congrès de Carlsruhe est la première grande rencontre scientifique internationale de l'histoire.
En 1871, le grand-duc Frédéric Ier de Bade est à Versailles où son beau-père, le roi de Prusse, est proclamé Empereur Allemand. Le 4 novembre 1876, la première symphonie (ut-mineur, op. 68) de Johannes Brahms est jouée dans la ville. Le tramway de Karlsruhe est inauguré le 21 janvier 1877. Les wagons étaient alors tirés par des chevaux. La première école secondaire allemande pour les filles a été ouverte à Karlsruhe en 1893.

### Depuis 1900

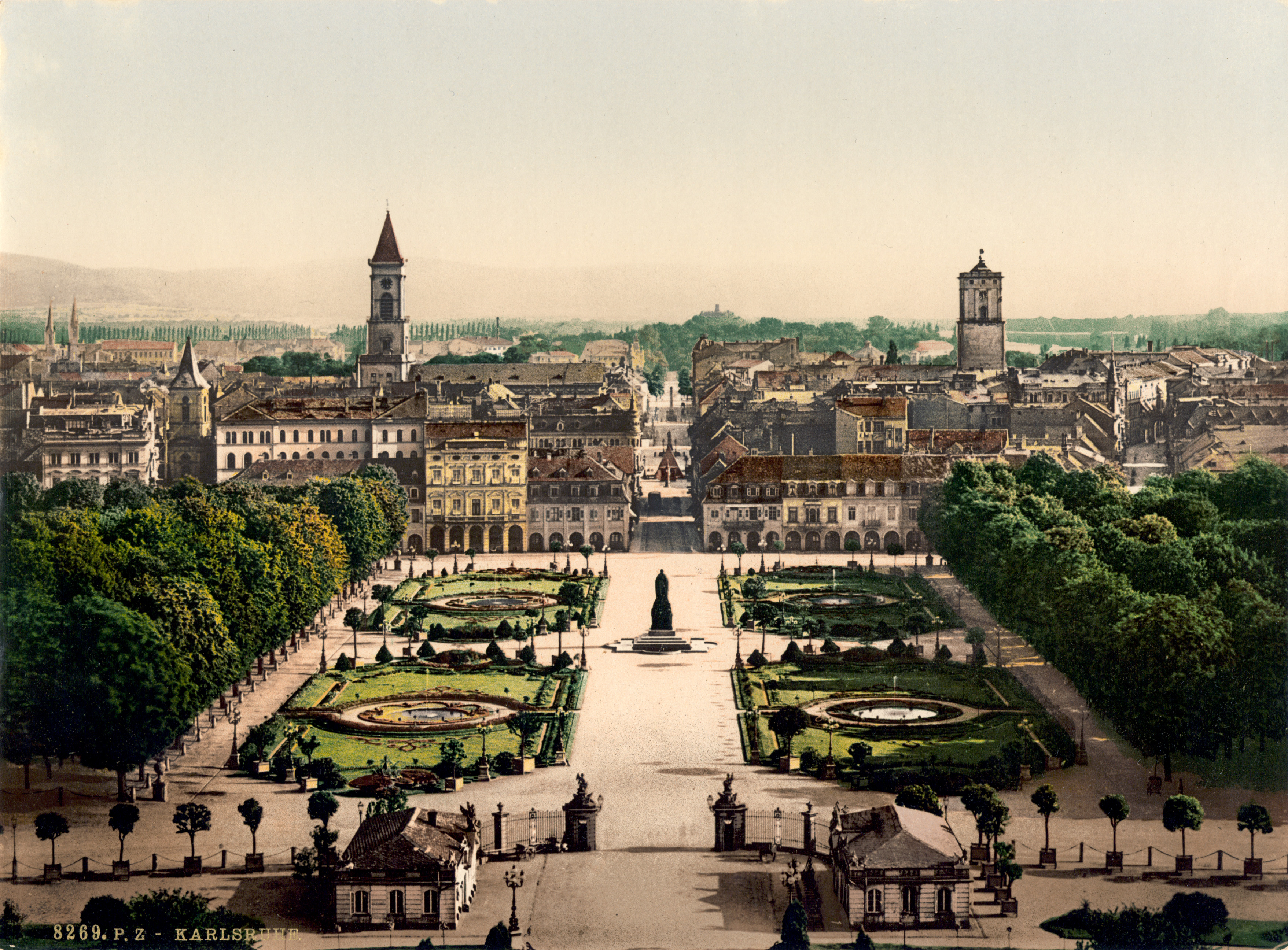
Photochrome représentant Karlsruhe vers 1900, depuis la tour du château.

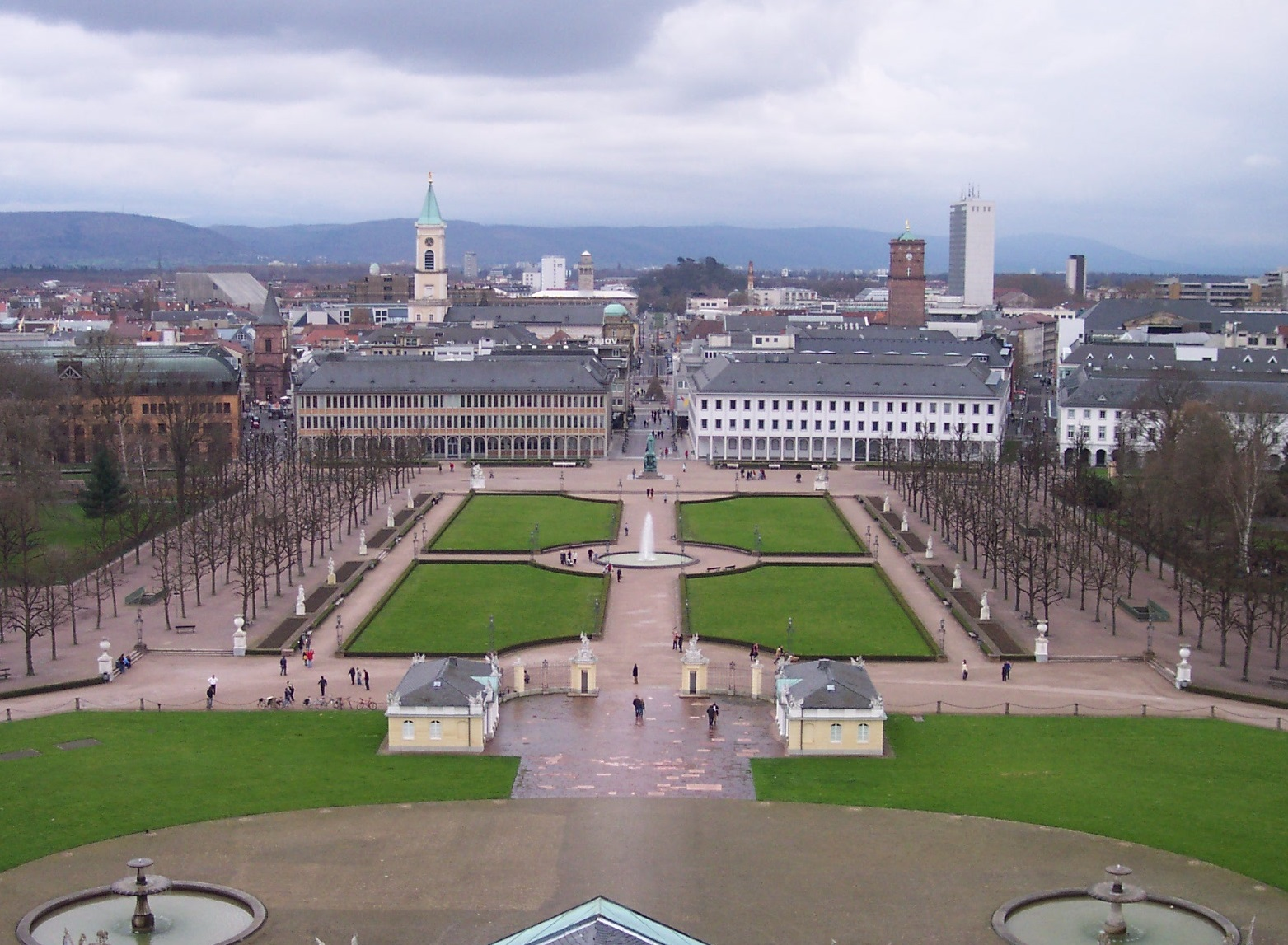
Vue de la ville en 2005, depuis la tour du château

En 1901, la ville dépasse les 100 000 habitants. Pendant la Première Guerre mondiale, Karlsruhe est bombardée par les Français et les Anglais à partir de 1915. Le bombardement aérien du 22 juin 1916, en représailles du bombardement de Bar-le-Duc par les Allemands, préfigure par son ampleur les attaques de masse qui ont eu lieu pendant la Seconde Guerre mondiale. Le bombardement aurait fait environ 150 morts et autant de blessés, voire jusqu'à 800 victimes selon certaines estimations. Après la révolution de 1918, les monarchies allemandes sont abolies, et le grand-duché de Bade devient la république de Bade. Karlsruhe conserve son statut de capitale. Cependant le grand-duc Frédéric II, très populaire, est invité à rester dans ses états où il termine paisiblement sa vie dans un de ses châteaux.

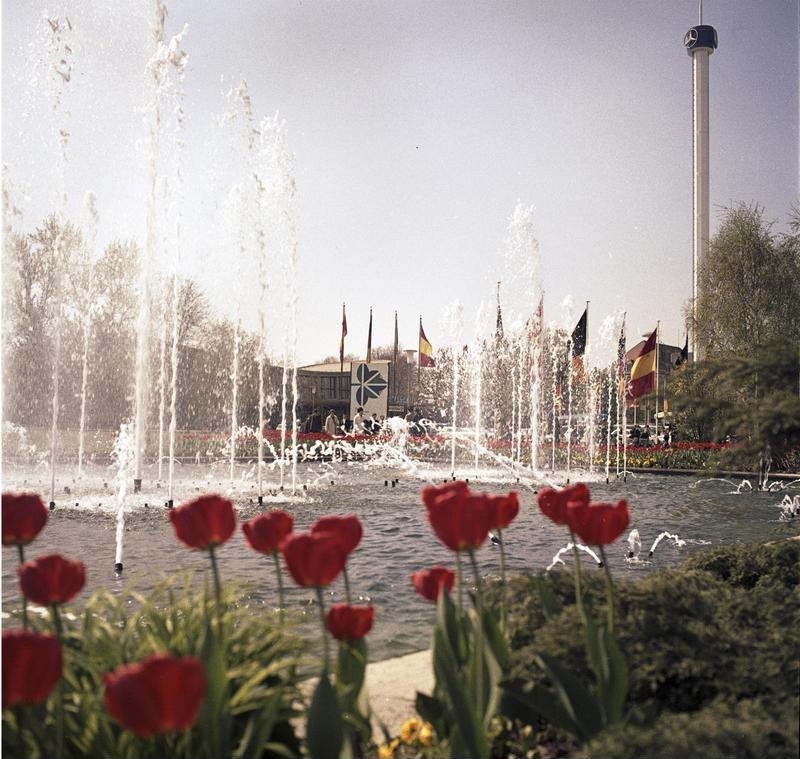
Le Bundesgartenschau (festival horticole fédéral) de 1967 à Karlsruhe.

Durant la Seconde Guerre mondiale, la ville subit 135 attaques aériennes, dont 13 massives. Le plus grand bombardement eu lieu le 4 décembre 1944 et le château fut détruit le 27 septembre de la même année, lors d'un raid britannique. Il brûla pendant deux jours, et seuls les murs extérieurs résistèrent au feu. Les bombardements sur Karlsruhe firent 1 754 morts et laissèrent 3,4 millions de mètres cubes de gravats.
La 1re armée française commandée par le général de Lattre de Tassigny prend la ville le 3 avril 1945.
Après la guerre, la république de Bade disparaît. Karlsruhe et le nord du Bade se retrouvent dans la zone d'occupation américaine, tandis que le sud est intégré à la zone française. La ville se retrouve dans le nouveau Land de Wurtemberg-Bade, qui fusionne avec deux autres Länder en 1952 pour former le Bade-Wurtemberg.
Au sein de la République fédérale, Karlsruhe devient la ville du droit : en 1950, la Cour fédérale s'y installe. Le 28 septembre 1951, c'est le tour de la Cour constitutionnelle fédérale. De 1952 à 1972, Karlsruhe fut le chef-lieu de la circonscription de Bade du Nord. Depuis le 1er janvier 1973, la ville est le chef-lieu de la circonscription de Karlsruhe. En 1969, Karlsruhe est récompensé du Prix de l'Europe, conjointement avec Nancy.
Le 7 avril 1977, le procureur général fédéral Siegfried Buback, accompagné de son chauffeur et d'un fonctionnaire de justice, fut assassiné alors qu'il se rendait à son travail, par des terroristes de la Fraction armée rouge.
Une importante garnison des forces françaises en Allemagne de l'armée française était présente à Karlsruhe jusqu'en 1991 : le 135e régiment du train[réf. nécessaire]. À partir de 1991, l'arrondissement est impliqué dans la coopération transfrontalière, en adhérant à l'eurodistrict Pamina.
Avec Ispra en Italie, un institut du Centre commun de recherche, une institution européenne, se trouve à Karlsruhe.

## Population

### Évolution démographique

Évolution démographique de Karlsruhe depuis 1800.

Karlsruhe, avec environ 300 000 habitants, est la troisième ville de Bade-Wurtemberg, derrière Stuttgart et Mannheim, et la vingt-et-unième en Allemagne.
De sa fondation jusqu'aux années 1810, Karlsruhe comptait moins de 10 000 habitants. En 1850, la ville avait atteint les 25 000 habitants, puis la croissance démographique fut élevée pendant la deuxième moitié du XIXe siècle. Ainsi, Karlsruhe comptait plus de 100 000 habitants en 1901. La croissance demeura conséquente au début du XXe siècle, et la ville avait environ 190 000 habitants en 1939. La croissance démographique après 1900 s'explique aussi par l'annexion de plusieurs villages limitrophes. La Seconde Guerre mondiale, avec ses bombardements, ses évacuations et ses déportations, fait chuter le nombre d'habitants à 60 000 en avril 1945. Celui-ci remonte à 200 000 en 1950, et la croissance est soutenue jusqu'aux années 1980. Le 30 septembre 2012, la ville comptait 300 711 habitants, dont 15 % d'étrangers.
L'évolution démographique à Karlsruhe est, comme celle de l'Allemagne entière, soumise au déficit des naissances. Seul un solde migratoire positif permet à la ville de gagner des habitants. Les principaux pays d'origine sont la Turquie (6 051 habitants), l'Italie (4 181), la Roumanie (2 445), la Croatie (2 268) et la Pologne (2 251).

### Emploi
Au 31 mars 2011, 160 031 personnes exerçaient un emploi à Karlsruhe. Le secteur des services employait plus de 80 % d'entre eux, et l'industrie, 19 %. En 2010, environ 91 500 personnes ne résidaient pas à Karlsruhe et se déplaçaient tous les jours pour rejoindre leur lieu de travail. En décembre 2011, il y avait 7 855 chômeurs enregistrés à Karlsruhe, donnant à la ville un taux de chômage de 5,3 %, chiffre en dessous de la moyenne fédérale : 6,6 %.

### Religion

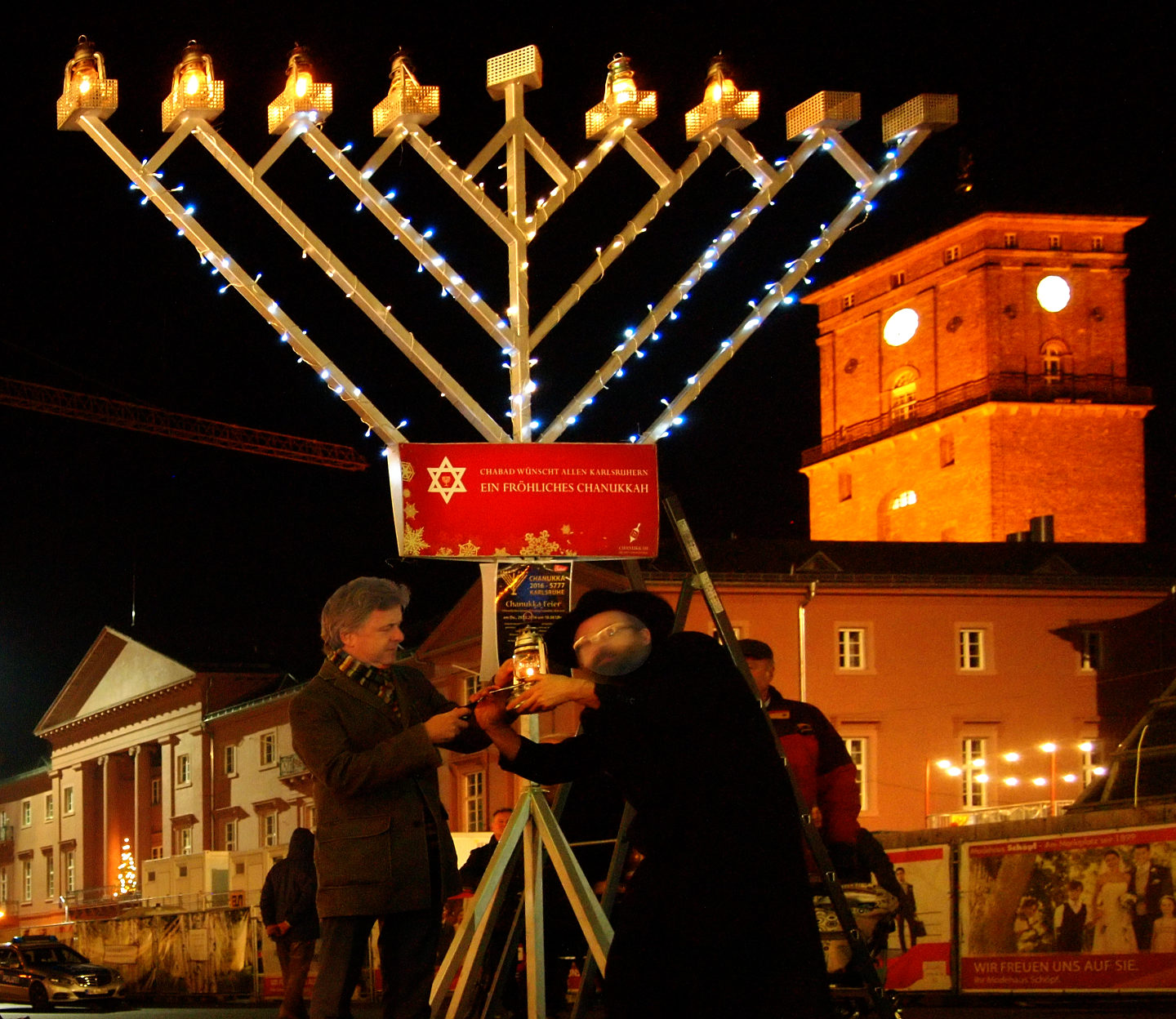
Allumage Hanoucca avec le maire.

Le luthéranisme est apparu à Durlach en 1556, et Karlsruhe, en tant que capitale des margraves de Bade, a été protestante dès sa fondation. Néanmoins, le « décret des privilèges » qui garantissait certaines libertés aux habitants de la ville, a permis à plusieurs minorités religieuses de s'installer dans la ville. La liberté de religion attire d'abord les catholiques, puis les juifs. Aujourd'hui, les pourcentages de catholiques (32,7 %) et de protestants (30,6 %) sont similaires.
Les catholiques ont obtenu leur première église, Saint-Étienne, en 1814. Ils dépendent de l'archidiocèse de Fribourg-en-Brisgau. Karlsruhe est le siège de l'Église protestante de Bade, de laquelle dépendent tous les protestants de la ville, à l'exception des membres d'Églises libres. La ville compte aussi un grand nombre d'autres confessions chrétiennes, comme des adventistes, des orthodoxes et des baptistes, ainsi que des organisations chrétiennes comme l'Armée du salut.
Karlsruhe est le siège de la Communauté israélite de Bade. Elle possède une synagogue et plusieurs cimetières juifs (comme Cimetière juif de Grötzingen). Avant l'Holocauste, il y avait une importante communauté juive, évaluée à 3 358 personnes en 1933. La première synagogue de la ville a été construite en 1806. Tous les lieux juifs ont été détruits en 1938, et la communauté a été déportée au camp de Gurs en 1940. Une nouvelle synagogue a été inaugurée en 1971.
Karlsruhe compte enfin dix salles de prière musulmanes, une communauté baha'ie, un centre bouddhique zen, etc.

## Politique et administration

### Héraldique

Le blason de Karlsruhe.

Le blason de la ville de Karlsruhe est de gueules à la bande d'argent remplie d'or et chargée du mot FIDELITAS de sable. Le drapeau de la ville est rouge-jaune-rouge. Le blason reprend et inverse celui du pays de Bade, qui est d'or à une bande de gueules. La devise Fidelitas a été ajoutée par Charles-Guillaume de Bade-Durlach, le fondateur de la ville. Elle fait référence à l'ordre de la Fidélité, un ordre de chevalerie instauré lors de la fondation de la ville.

### Maire
Le premier maire de Karlsruhe est entré en fonctions en 1718, soit trois ans après la fondation de la ville. À partir de 1812, le maire a reçu le titre d'Oberbürgermeister, réservé aux grandes villes allemandes. Depuis le 1er mars 2013, le maire de Karlsruhe est Frank Mentrup (de), membre du Parti social-démocrate d'Allemagne (SPD). Il a été élu au premier tour avec 55,26 % des voix, contre le maire sortant Heinz Fenrich, au pouvoir depuis 1998 et membre de l'Union chrétienne-démocrate d'Allemagne (CDU). C'est la première fois en 42 ans que Karlsruhe est administrée par la gauche,.
Liste des maires de Karlsruhe depuis 1892 :
|  | Nom                   | Parti | Début | Fin  |
|  | --------------------- | ----- | ----- | ---- |
|  | Karl Schnetzler (de)  |       | 1892  | 1906 |
|  | Karl Siegrist (de)    |       | 1906  | 1919 |
|  | Julius Finter (de)    | DDP   | 1919  | 1933 |
|  | Friedrich Jäger (de)  | NSDAP | 1933  | 1938 |
|  | Oskar Hüssy (de)      | NSDAP | 1938  | 1945 |
|  | Josef Heinrich (de)   |       | 1945  | 1945 |
|  | Hermann Viet          | SPD   | 1945  | 1946 |
|  | Friedrich Töpper (de) | SPD   | 1946  | 1952 |
|  | Günther Klotz (de)    | SPD   | 1952  | 1970 |
|  | Otto Dullenkopf (de)  | CDU   | 1970  | 1986 |
|  | Gerhard Seiler (de)   | CDU   | 1986  | 1998 |
|  | Heinz Fenrich         | CDU   | 1998  | 2013 |
|  | Frank Mentrup (de)    | SPD   | 2013  |      |

### Conseil

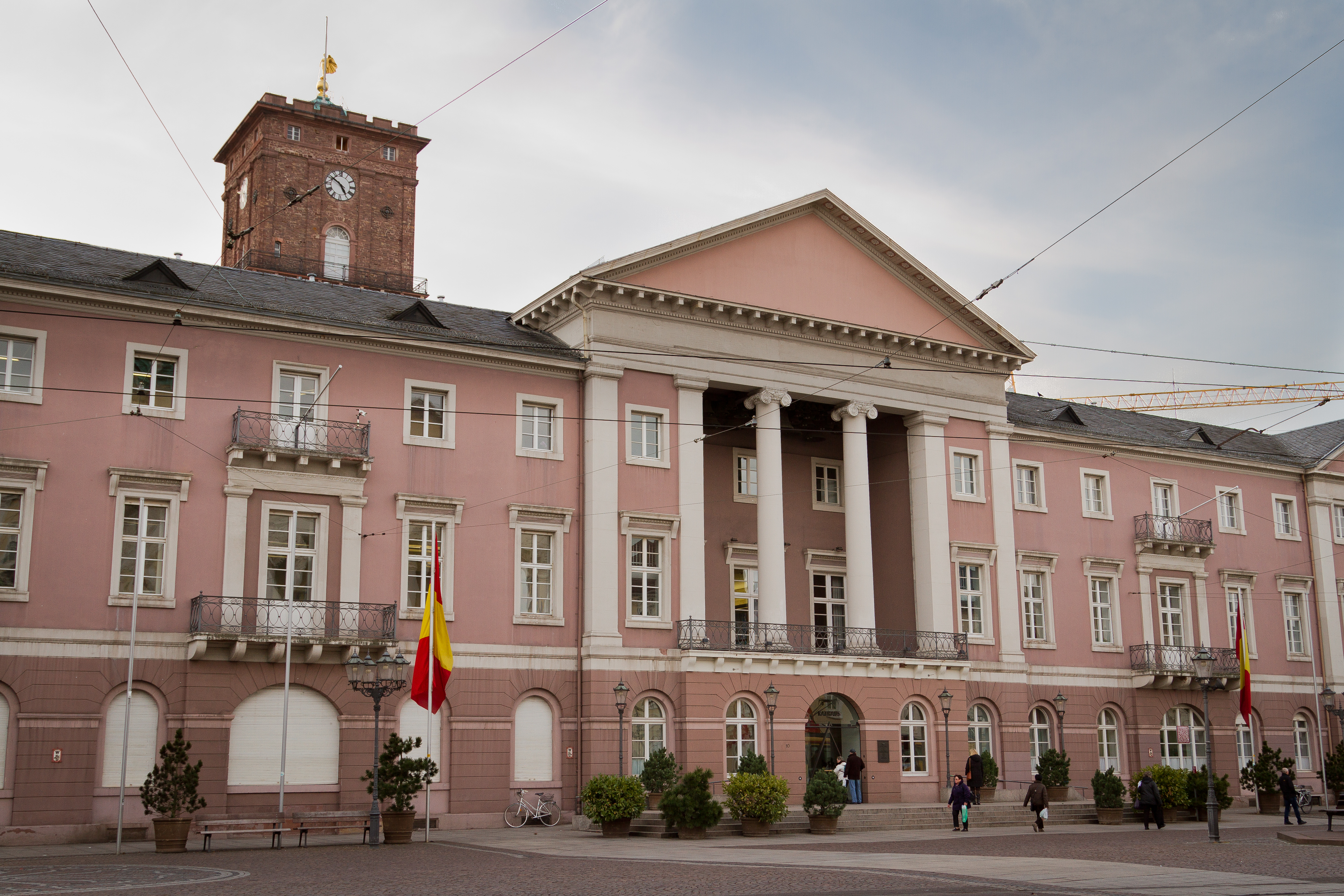
L'hôtel de ville sur la Marktplatz.

Depuis les élections de 2019, le conseil de Karlsruhe se compose de la manière suivante :
| Parti / Liste          | Pourcentage des voix | Sièges |
| ---------------------- | -------------------- | ------ |
| Verts                  | 30,1                 | 15     |
| CDU                    | 18,7                 | 9      |
| SPD                    | 14,3                 | 7      |
| FDP                    | 7,4                  | 3      |
| AfD                    | 7,1                  | 3      |
| Karlsruher Liste (KAL) | 5                    | 2      |
| Die PARTEI             | 4,6                  | 2      |
| Freie Wähler           | 3,2                  | 2      |
| FÜR Karlsruhe          | 2,7                  | 1      |
| Total                  | Total                | 48     |

### Jumelages

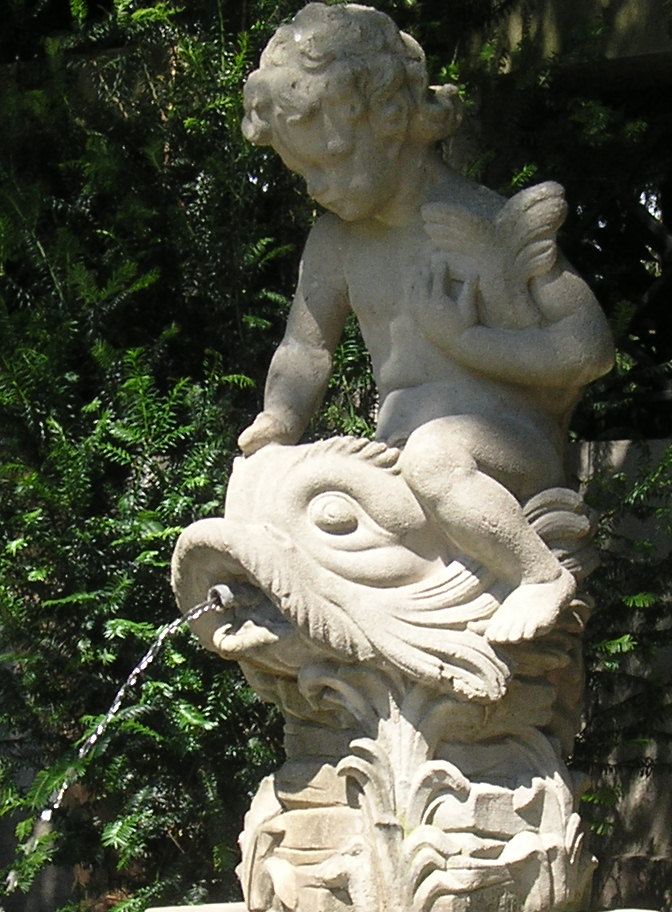
La fontaine de Nancy dans le jardin zoologique.

Karlsruhe est jumelée avec les villes suivantes :
| Les villes jumelées avec Karlsruhe | Les villes jumelées avec Karlsruhe | Les villes jumelées avec Karlsruhe | Les villes jumelées avec Karlsruhe | Les villes jumelées avec Karlsruhe |
| ---------------------------------- | ---------------------------------- | ---------------------------------- | ---------------------------------- | ---------------------------------- |
| Blason de Nancy                    | Nancy                              | France                             | 1955                               |                                    |
|                                    | Nottingham                         | Royaume-Uni                        | 1969                               |                                    |
| Blason de Halle (Saale)            | Halle (Saale)                      | Allemagne (ex. RDA)                | 1987                               |                                    |
| Blason de Timişoara                | Timișoara                          | Roumanie                           | 1992                               |                                    |
| Blason Krasnodar                   | Krasnodar                          | Russie                             | 1998                               |                                    |

### Justice

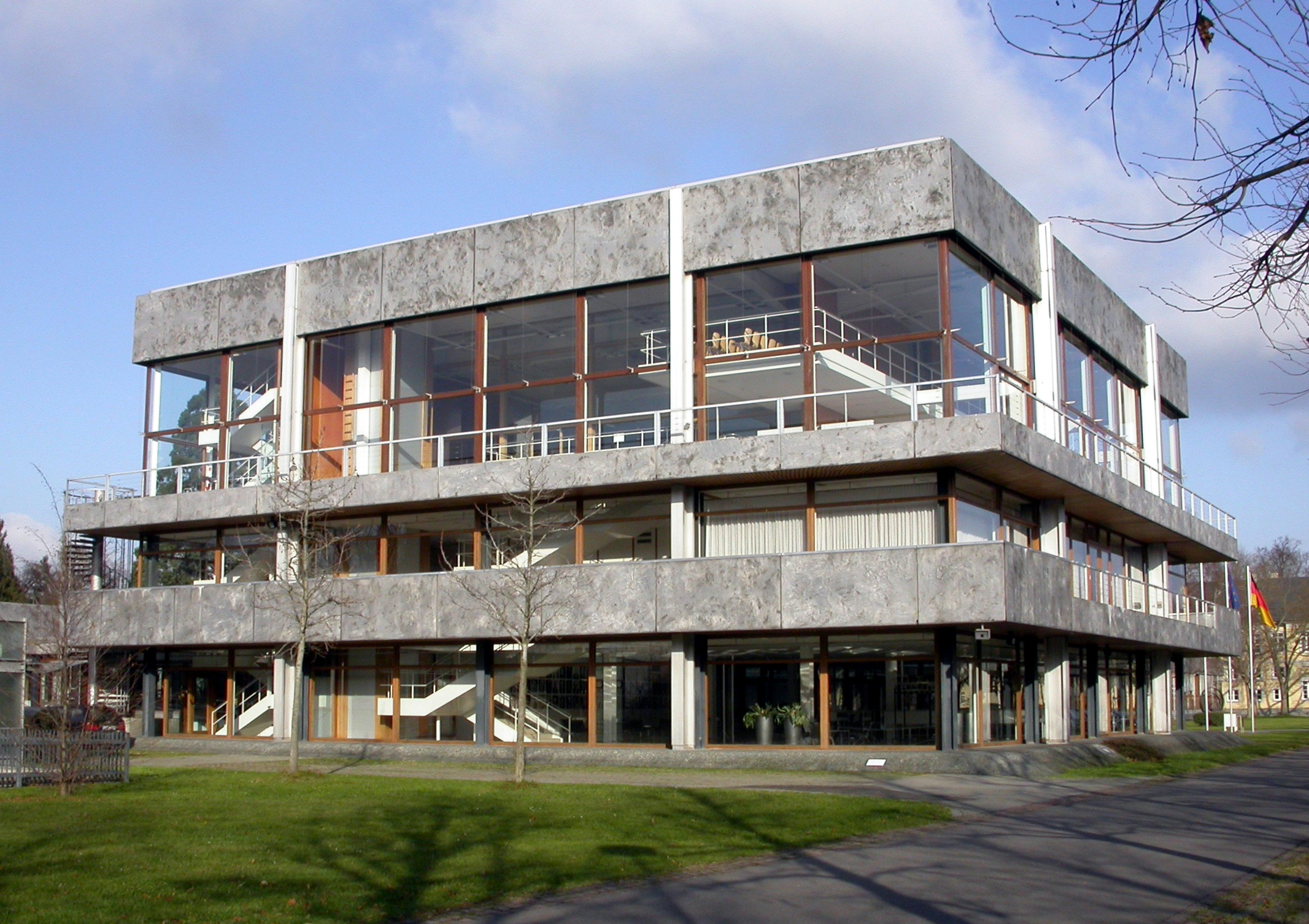
Le Tribunal constitutionnel fédéral.

Karlsruhe peut être considérée comme la capitale judiciaire de l'Allemagne car c'est le siège du Tribunal constitutionnel fédéral. Celui-ci, établi en 1951, est la cour constitutionnelle allemande, c'est-à-dire qu'il juge de la conformité des lois avec la Loi fondamentale de 1949. Karlsruhe est aussi le siège de la Cour fédérale, qui est l’organe juridictionnel allemand placé au sommet de l’ordre judiciaire et jugeant en dernière instance en matière civile et en matière pénale. Elle a été créée en 1950.
Karlsruhe compte aussi un tribunal de première instance, une cour d'appel, un tribunal des affaires sociales, un conseil de prud'hommes et un tribunal administratif.

### Budget
En 2009, la ville de Karlsruhe avait un budget de 893,86 millions d'euros et a dépensé 902,75 millions d'euros. L'une des principales sources de revenus de la ville est la taxe professionnelle. En 2009, elle a par exemple représenté 228,9 millions d'euros. La dette municipale est relativement élevée, elle atteignait par exemple 159,88 millions d'euros en 2008. Afin de remédier au problème, le taux d'imposition pour les taxes foncières A et B ont été augmentés, entre 370 % et 420 %,. Depuis 1998, le taux de cotisation pour la taxe professionnelle est de 410 %.

## Économie

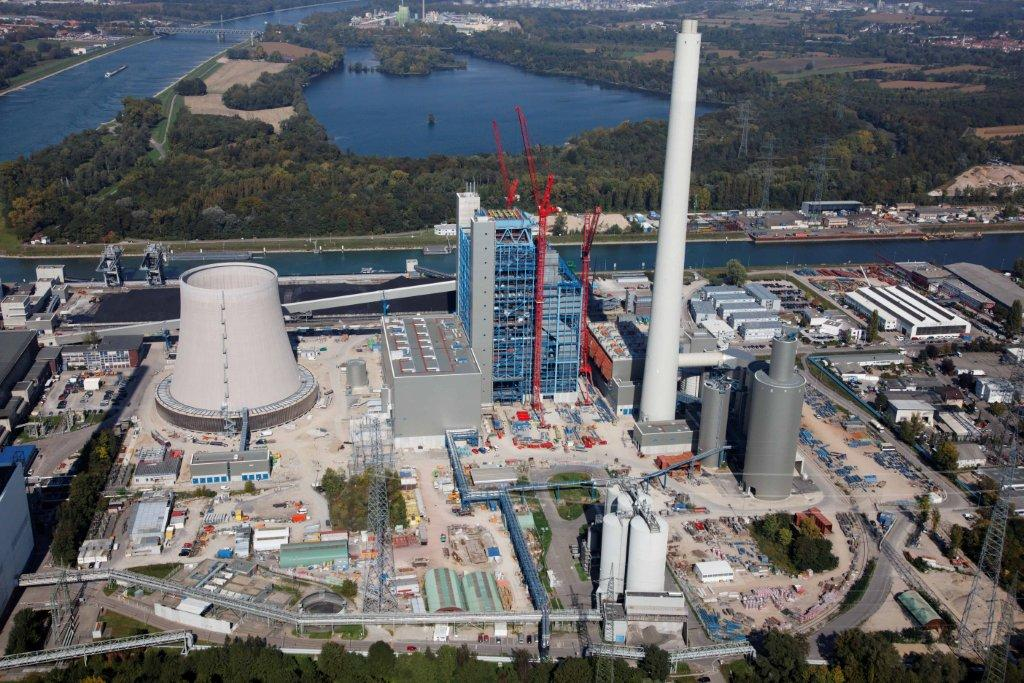
La centrale thermique.

Karlsruhe abrite un important secteur énergétique. EnBW, troisième énergéticien allemand, y a son siège social ainsi qu'une centrale thermique. La plus importante raffinerie d'Allemagne, la Mineraloelraffinerie Oberrhein, dite MiRO, se situe à Karlsruhe, et a une capacité de 285 000 barils par jour. Elle est reliée par oléoducs à Fos-sur-Mer et Trieste.
La ville possède également un pôle dans les technologies de l'information et de la communication, ainsi que dans les nanotechnologies. Siemens est un des plus grands employeurs, avec 4 500 salariés. United Internet, connue en Allemagne pour son engin de recherche Web.de et sa messagerie GMX, maintient à Karlsruhe le plus grand centre de données d'Allemagne. Environ 40 % de tous les sites allemands sont gérés à Karlsruhe. La ville compte aussi le siège de Fiducia IT AG, un groupe de gestion des services informatiques. Karlsruhe est enfin le premier endroit où un courriel a été envoyé en Europe, en 1984.

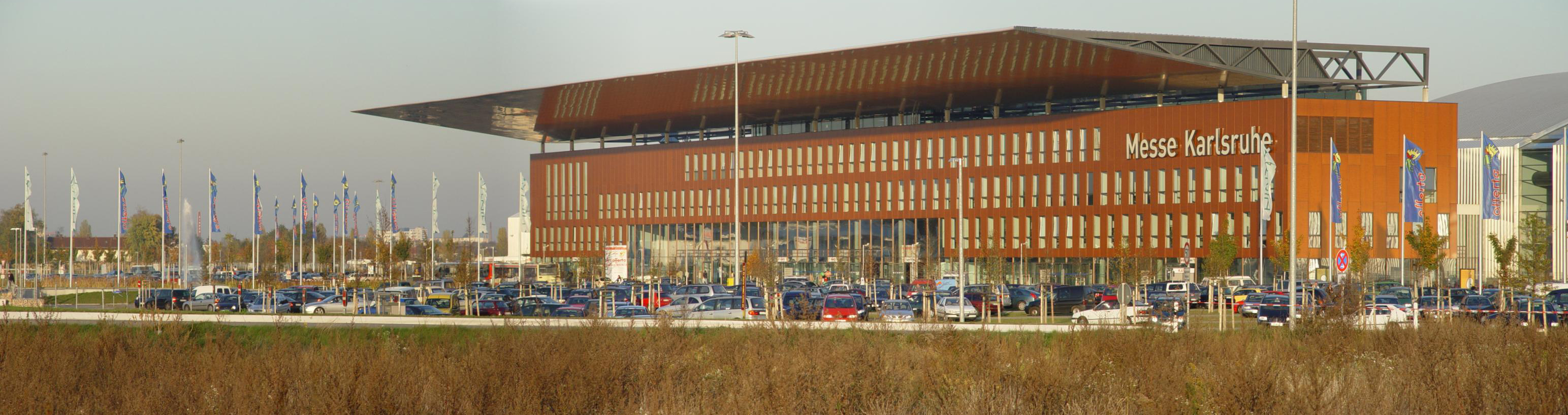
La foire de Karlsruhe.

Le secteur bancaire et les assurances sont représentés par la Landesbank Baden-Württemberg, la BBBank ou encore la L-Bank (de), qui ont un siège à Karlsruhe. Karlsruhe possède l'un des cinq ateliers de monnaie allemands, le Staatliche Münzen Baden-Württemberg. Les pièces en euro frappées à Karlsruhe sont marquées d'un G.
La pharmacie et les cosmétiques sont eux aussi importants pour l'économie locale : la ville compte le siège du groupe de distribution dm-drogerie markt et une usine du groupe L'Oréal.
Enfin, l'industrie automobile est représentée que ce soit directement par l'assemblage et les sous-traitants (fabrication de pneumatiques du groupe français Michelin) ou via des centres de recherche et d'innovation.

## Transports

### Chemin de fer

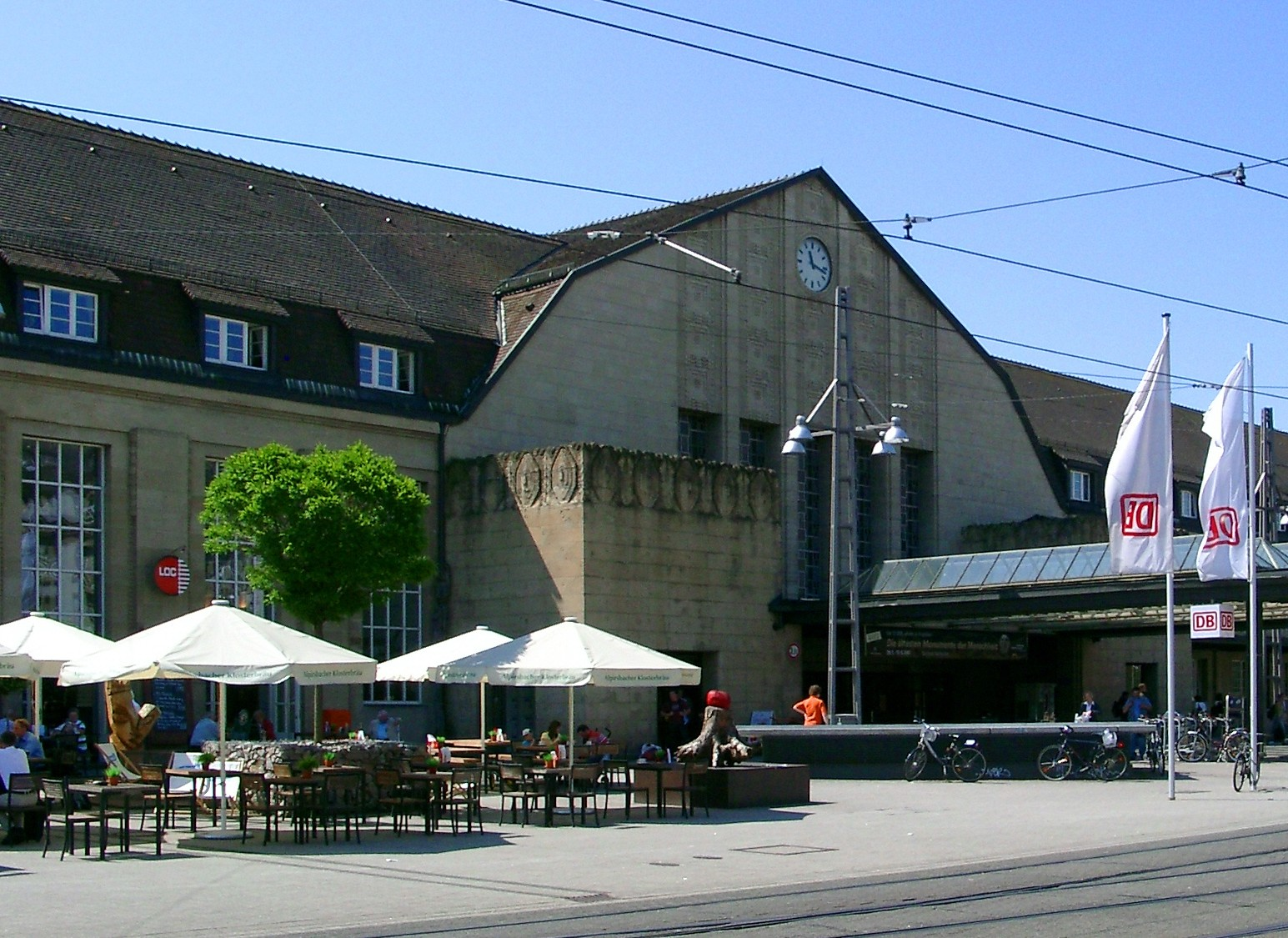
La gare centrale de Karlsruhe.

Karlsruhe est un nœud ferroviaire important. La gare centrale est incluse dans le réseau à grande vitesse européen et elle propose des connexions directes en ICE et TGV vers Berlin, Hambourg, Cologne, Munich, Amsterdam, Marseille, Paris, Zurich et l'aéroport de Francfort. Des trains de nuit vont à Dresde, Berlin, Copenhague, Amsterdam, Moscou et Prague. Projet de la LGV Karlsruhe–Bâle (en cours de construction).

### Routes
Karlsruhe est au carrefour de l'autoroute fédérale 5, qui suit le Rhin et relie Francfort à Bâle, et de l'autoroute fédérale 8, qui relie le Luxembourg à l'Autriche. Elle est aussi desservie par l'autoroute fédérale 65, qui la relie à Ludwigshafen, et se trouve à proximité de l'autoroute française A35, qui descend vers Strasbourg puis permet des connexions vers Paris et le reste de la France. Un seul pont routier permet de franchir le Rhin à Karlsruhe, il est emprunté par l'autoroute fédérale 65.
Des zones de limitation des véhicules ont été créées en 2009. Elles incluent le centre-ville et quelques quartiers périphériques, notamment au sud. Elles sont réservées aux véhicules les plus propres.
La ville teste une route qui recharge les véhicules électriques grâce à l’induction dynamique,

### Transports en commun

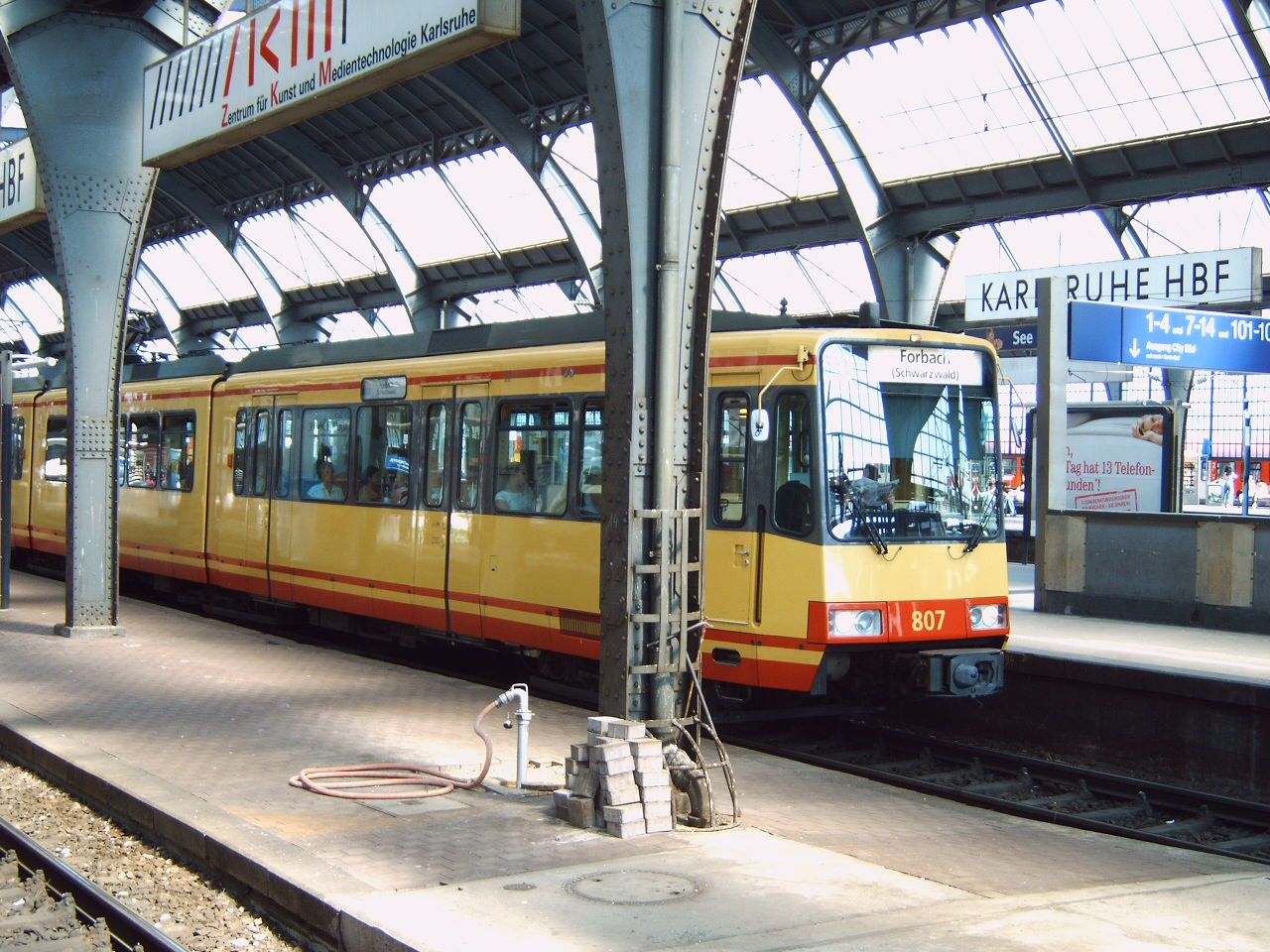
Un tram-train dans la gare centrale.

Karlsruhe possède un système de transport très développé. Karlsruhe est en effet la première ville à avoir développé un tram-train desservant toute la région depuis l'hypercentre en interconnectant son réseau de tramway avec les voies ferrées régionales. Ce système est communément appelé le « modèle de Karlsruhe » (en allemand : Karlsruher Modell) et intéresse beaucoup de villes en Europe. Il a été mis en place en 1992.
Le succès est tel qu'un problème de capacité (en particulier le long de la Kaiserstraße) se pose. Pour y remédier, la population a voté la construction d'un tunnel sous la Kaiserstraße permettant d'augmenter la cadence et de libérer la zone piétonne du tram lors d'un référendum en 2002. Les travaux ont commencé en janvier 2010,.
La compagnie de la ville, KVV (de), gère sept lignes de tramway, complétées en périphérie par des bus. Les lignes de tram-train suivent la même tarification que les bus et les tramways.

### Vélo
Karlsruhe est la ville natale de Karl Drais, inventeur de la draisienne, l'ancêtre du vélo. La ville étant construite dans le fossé rhénan, son paysage est généralement plat et agréable pour les cyclistes. En 2002, les déplacements à vélo représentaient 16 % du trafic, et la municipalité souhaite faire passer ce taux à 23 % en 2015.

### Transport fluvial

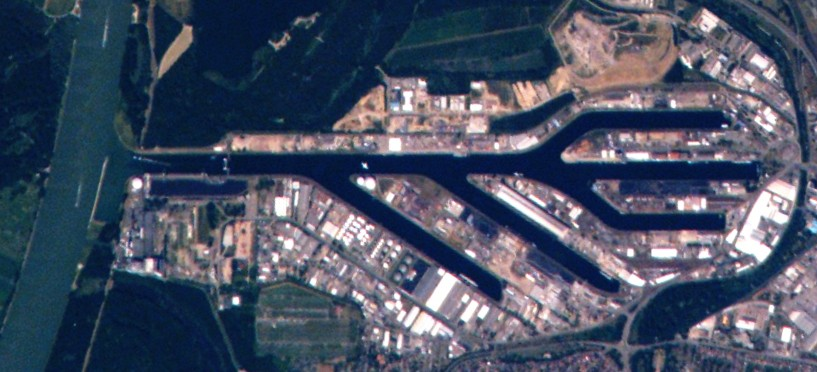
Le port de Karlsruhe.

Le port de Karlsruhe est le deuxième plus grand port fluvial du Bade-Wurtemberg après celui de Mannheim, situé en aval. Il a vu transiter 5,52 millions de tonnes de marchandises en 2011, ce qui le place en septième position parmi les ports allemands. Les bassins s'étendent jusqu'à trois kilomètres à l'intérieur des terres. Karlsruhe possède aussi la plus grande raffinerie de pétrole du pays, située à huit kilomètres en aval du port. Un bateau de croisière fait régulièrement escale à Karlsruhe. Il rejoint ensuite Strasbourg, Spire ou d'autres destinations.

### Transport aérien
Karlsruhe possède un important centre de contrôle aérien, qui emploie plus de 450 personnes. Avec la ville voisine de Baden-Baden, elle participe au financement de l'aéroport de Karlsruhe Baden-Baden, qui accueille chaque année plus d'un million de passagers. Il se trouve à quarante kilomètres au sud de la ville et c'est une base importante pour la compagnie Ryanair. Les autres aéroports les plus proches sont ceux de Stuttgart, distant de 80 km, et de Strasbourg, à 100 km.

## Enseignement et recherche

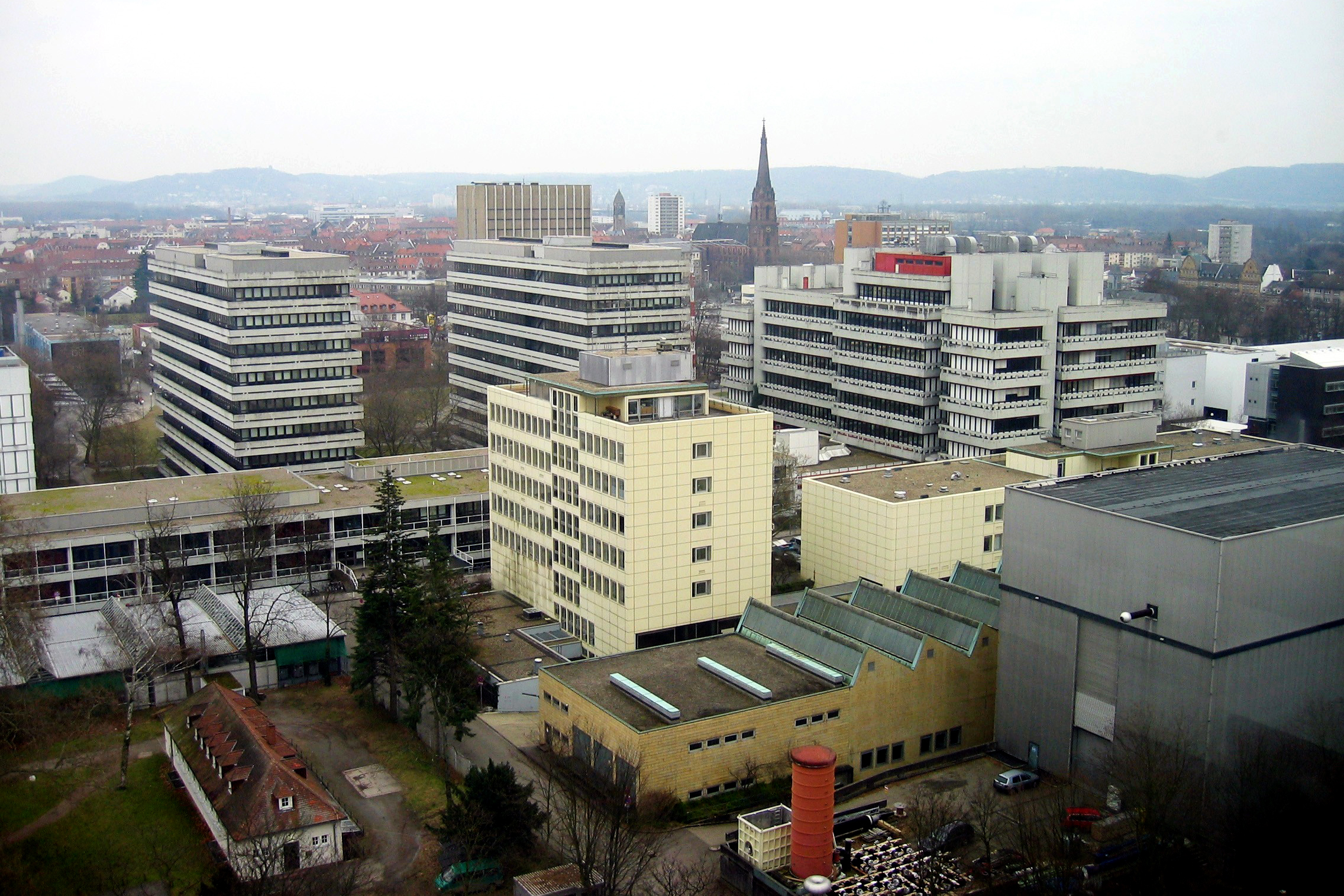
Le campus du Karlsruher Institut für Technologie.

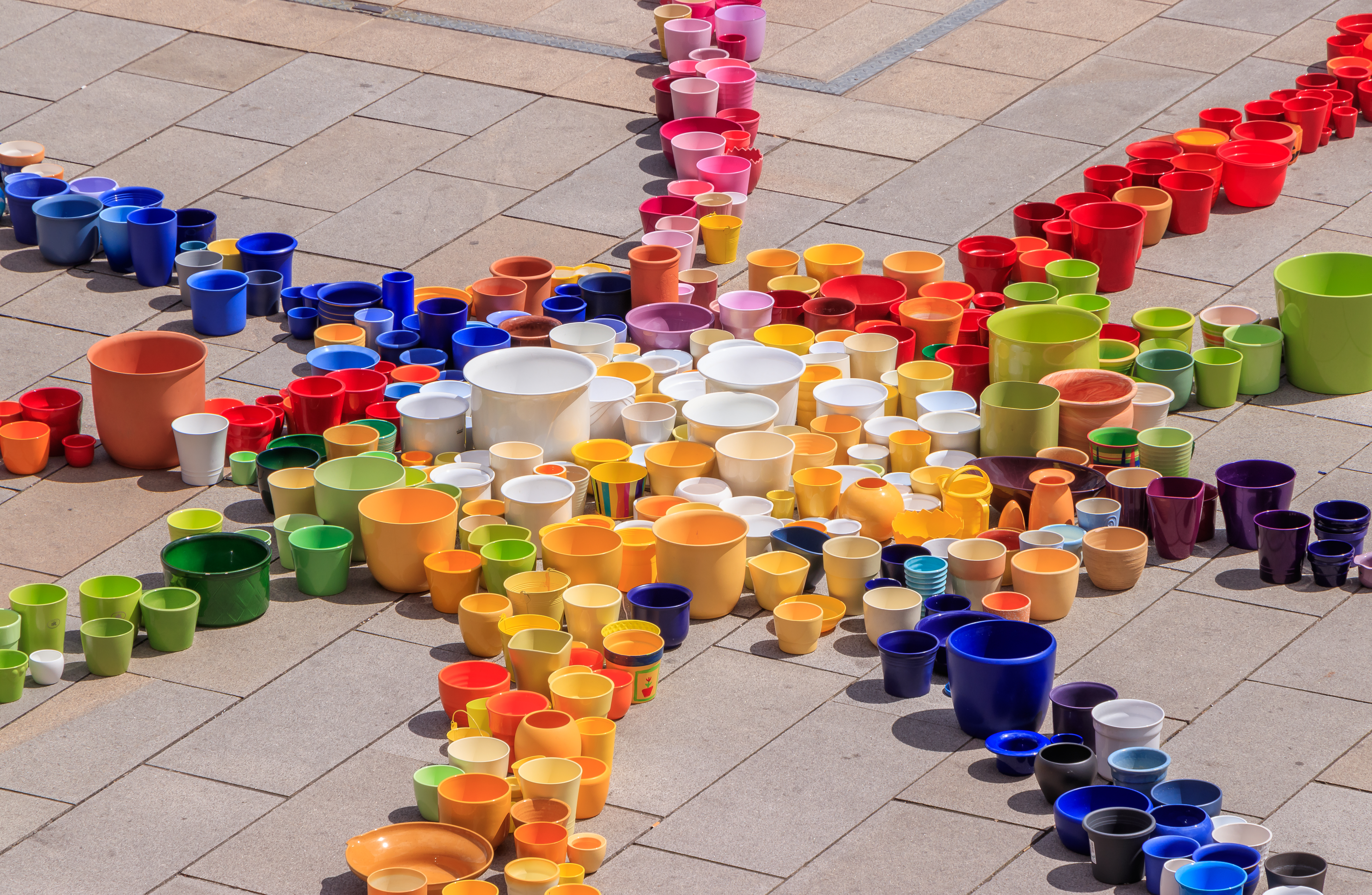
Action Aus Abfall wird Kunst (Transformez les déchets en art) à partir de pots de céramique récupérés dans les poubelles, par les étudiants de la Pädagogische Hochschule Karlsruhe, sur la place du marché. Mai 2022.

Karlsruhe compte neuf établissements d'enseignement supérieur, sept sont publics et deux sont privés. Ils totalisent près de 35 000 étudiants et sont surtout orientés vers les sciences, les techniques et les arts. Grâce à ses nombreuses infrastructures scientifiques, la ville compte également un grand nombre de chercheurs.

### Karlsruher Institut für Technologie(KIT)
Le Karlsruher Institut für Technologie est une institution académique et de recherche dépendant du Land de Bade-Wurtemberg et de l'institut Helmholtz-Gemeinschaft. Il compte environ 22 500 étudiants et 9 000 employés et c'est à la fois le plus grand centre de recherche allemand et le premier employeur de la ville. Il est né en 2009 de la fusion de l'université de Karlsruhe et du centre de recherche du Forschungszentrum Karlsruhe. Avant la fusion, l'université de Karlsruhe, fondée en 1825 sur le modèle de l'École polytechnique en France était la plus ancienne université technique d'Allemagne.
Le KIT est spécialisé en physique, ingénierie, génie électrique, génie civil, en informatique et en économie de l'information. Plusieurs professeurs de Karlsruhe se sont illustrés dans le monde des sciences, comme Heinrich Rudolf Hertz, qui a découvert les ondes électromagnétiques lorsqu'il enseignait à l'université, mais aussi Ferdinand Braun, qui a inventé le tube cathodique, et Fritz Haber, qui développé la synthèse de l'ammoniac.

### Écoles supérieures spécialisées

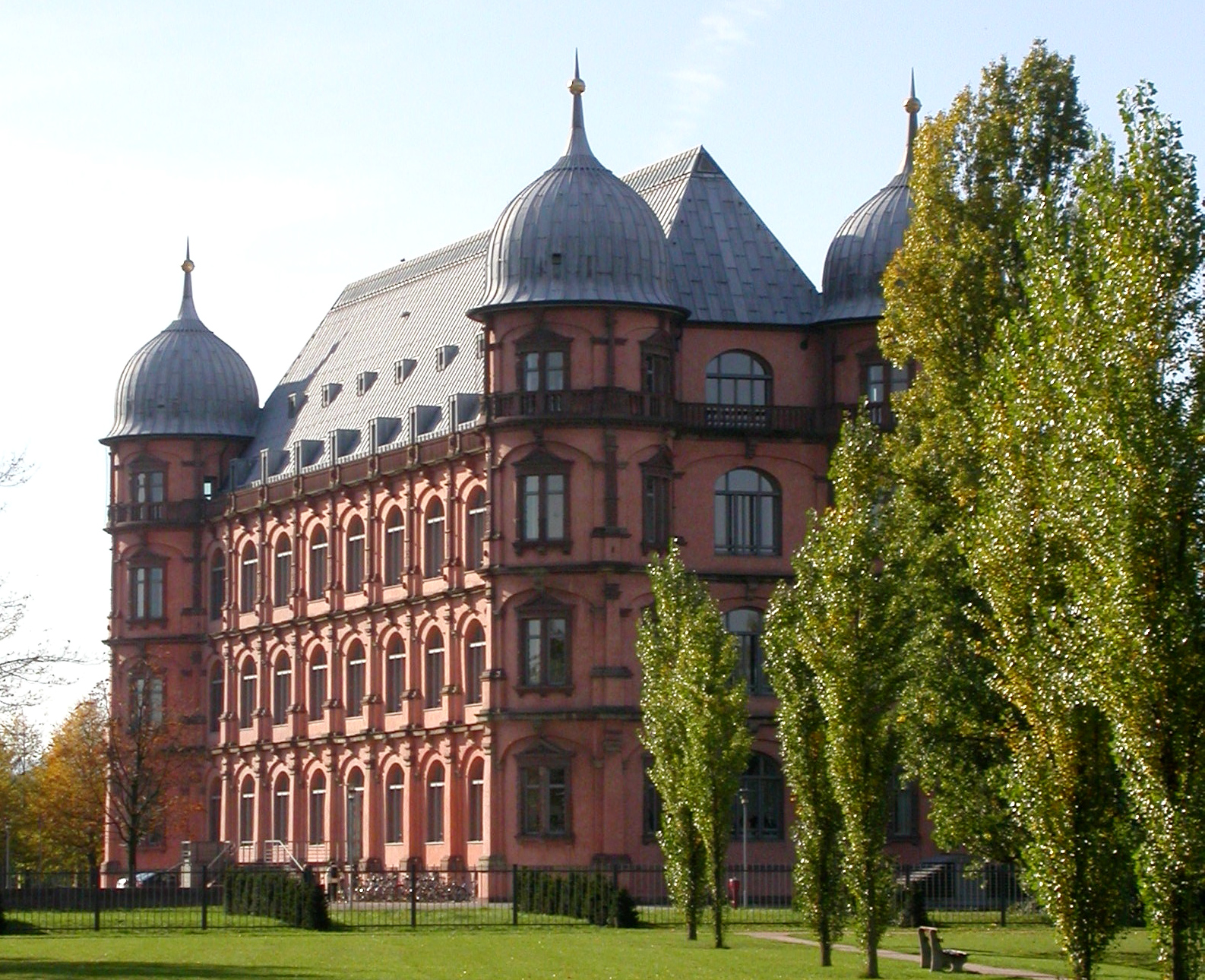
Le château Gottesaue, occupé par l'Université de musique de Karlsruhe.

La ville compte huit écoles supérieures spécialisées. La Hochschule Karlsruhe – Technik und Wirtschaft (de), comparable aux IUT français, a été fondée en 1878 et elle comptait 8 000 étudiants en 2019. Appelée Fachhochschule (FH) jusqu'en 2005, elle détient la première place de toutes les FH d'Allemagne. Elle est composée de 6 facultés et travaille en partenariat avec plusieurs grandes écoles de renommée internationale. Elle est spécialisée en architecture et en communication. La Pädagogische Hochschule Karlsruhe (de), consacrée à la pédagogie, date de 1958 et hérite d'un séminaire fondé en 1768. Elle compte environ 3 000 étudiants. La Duale Hochschule Baden-Württemberg Karlsruhe (de) a été fondée en 1979 en tant que programme d'éducation coopérative. Elle compte 2 300 étudiants et elle s'intéresse à l'économie et la technologie. L'Académie des Beaux-Arts, fondée en 1854 a eu quelques professeurs illustres, comme Hans Thoma, Georg Baselitz et Markus Lüpertz. L'école de peinture pour femmes, fondée en 1885 et fermée en 1923 est une des trois écoles d'arts ouvertes aux femmes au XIXe siècle. La Staatliche Hochschule für Gestaltung Karlsruhe enseigne le design depuis 1992 et travaille avec le ZKM. L'Université de musique remonte à 1812. Elle est installée dans le château de Gottesaue depuis 1989. Enfin, la Karlshochschule International University (de) et l'lEC Europa Campus sont privés. La première est une école d'économie, l'autre est consacré à la communication.

### Écoles et Éducation
À Karlsruhe, il est possible d'obtenir le baccalauréat dans une vingtaine d'établissements d'enseignement. La plupart d'entre eux sont des lycées publics. À l'École Européenne, il existe, outre la section germanophone, une section anglophone et une section francophone, du maternelle au baccalauréat. Certains lycées ont des programmes linguistiques spécifiques. Le Fichte-Gymnasium, par exemple, propose une section bilingue allemand-français. Il existe également des écoles primaires et maternelles à dominante francophone.

## Culture

### Architecture et urbanisme

Le parc Oberwald, à Karlsruhe. Août 2020.

#### Centre-ville

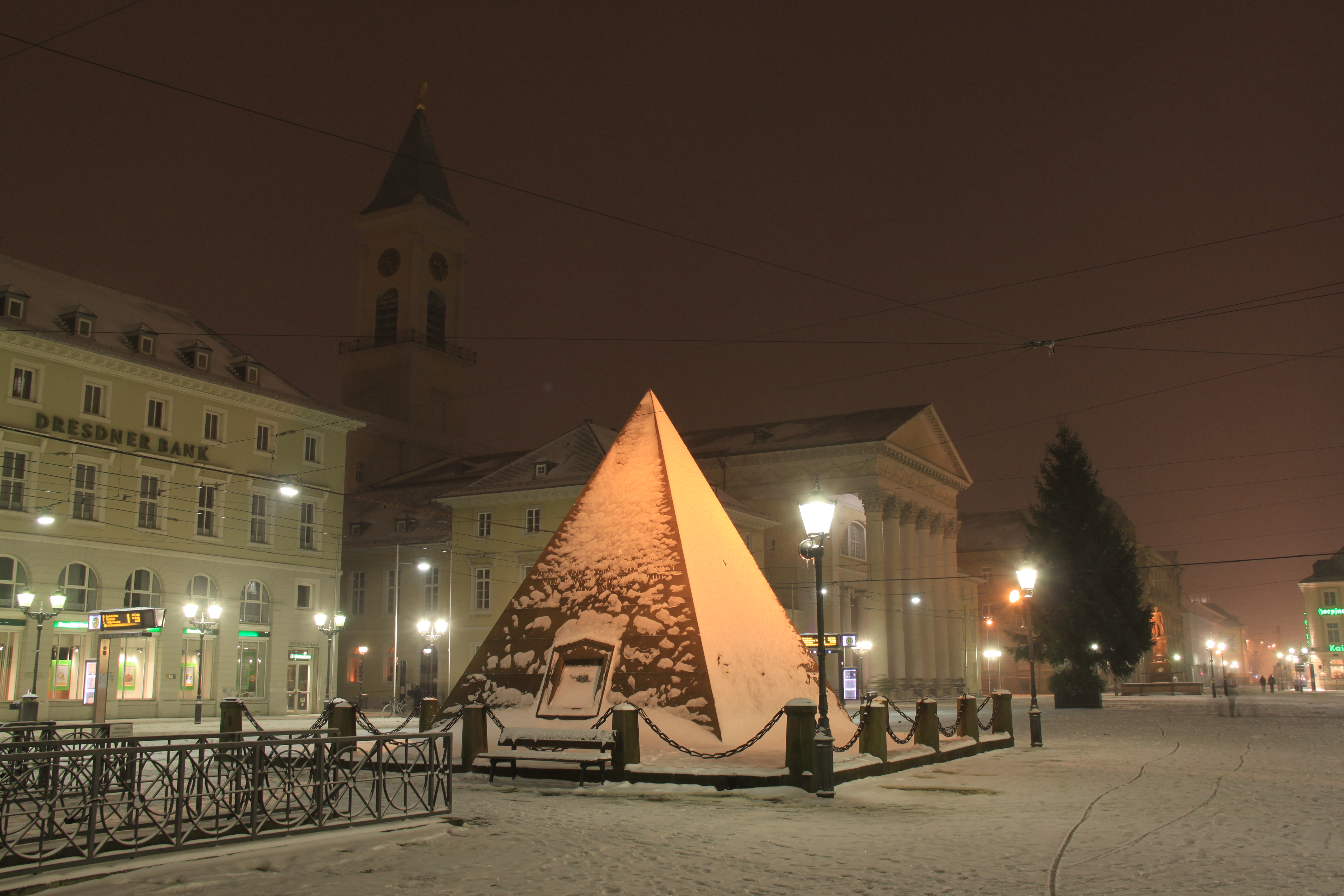
La pyramide de Karlsruhe et la Marktplatz en hiver.

Karlsruhe est une ville relativement jeune et ne possède pas de structure médiévale, contrairement à de nombreuses autres villes allemandes. Les plans, réalisés en 1715, ont fait naître une ville inscrite dans un cercle, au centre duquel se trouve le château.
À l'origine, la zone constructible était plus restreinte qu'aujourd'hui, et le parc était totalement vide d'édifices. Par ailleurs, alors qu'aujourd'hui, le parc n'occupe plus que la moitié du cercle, au départ, il en représentait presque les trois quarts. L'urbanisation était concentrée dans un triangle dont l'écartement était déterminé par l'angle des ailes en retour du château. Depuis le centre du cercle, les rues et les allées du parc correspondent aux rayons, et elles sont toutes visibles depuis la tour du château. Elles sont au nombre de trente-deux, soit autant que les points d'une rose des vents. Les codes de construction étaient à l'origine très stricts, notamment en limitant la hauteur des immeubles, afin de garder une grande uniformité.

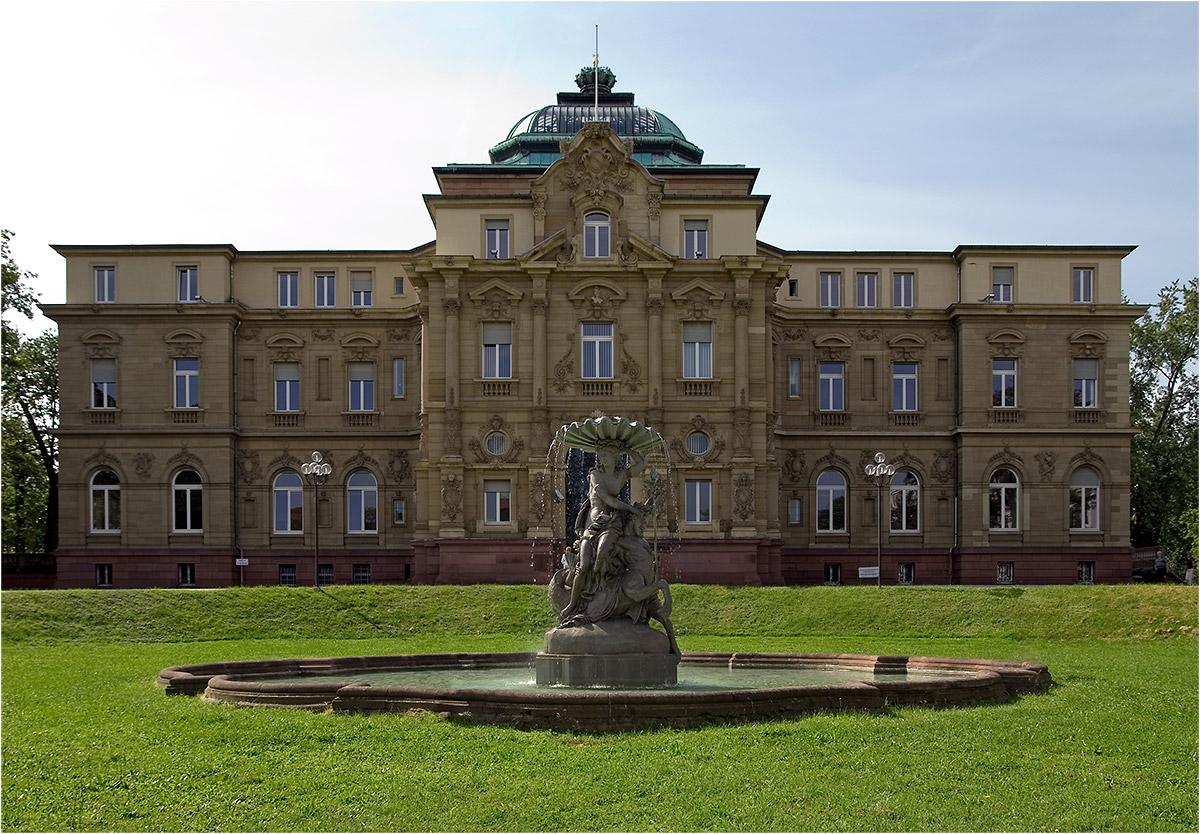
Le palais grand-ducal, siège de la Cour fédérale.

L'architecte néo-classique Friedrich Weinbrenner a beaucoup contribué à la construction et l'embellissement de la ville au début du XIXe siècle. Certaines de ses œuvres existent encore, comme la grande église évangélique, qui a la forme d'un temple antique, et l'hôtel de ville qui lui fait face, sur la Marktplatz. Il est aussi à l'origine de la Via Triumphalis, qui remonte vers le château.
Après les dommages occasionnés pendant la Seconde Guerre mondiale, ces rues ont été en grande partie reconstruites vers 1950. L'architecte a aussi dessiné les plans de l'église catholique Saint-Étienne et de la Pyramide de Karlsruhe, qui se dresse sur la Marktplatz et sert de mausolée au fondateur de la ville.
Le centre-ville compte quelques autres monuments plus tardifs, comme le palais du Prince Max et le palais grand-ducal, tous deux construits à la fin du XIXe siècle et typiques de l'architecture éclectique et néo-baroque, ainsi que la statue équestre de l'empereur Guillaume sur la Kaiserplatz. Le palais grand-ducal accueille la Cour fédérale, et le palais du Prince Max, construit pour Max von Baden, sert de cinémathèque, de bibliothèque, de musée, etc.

#### Le château

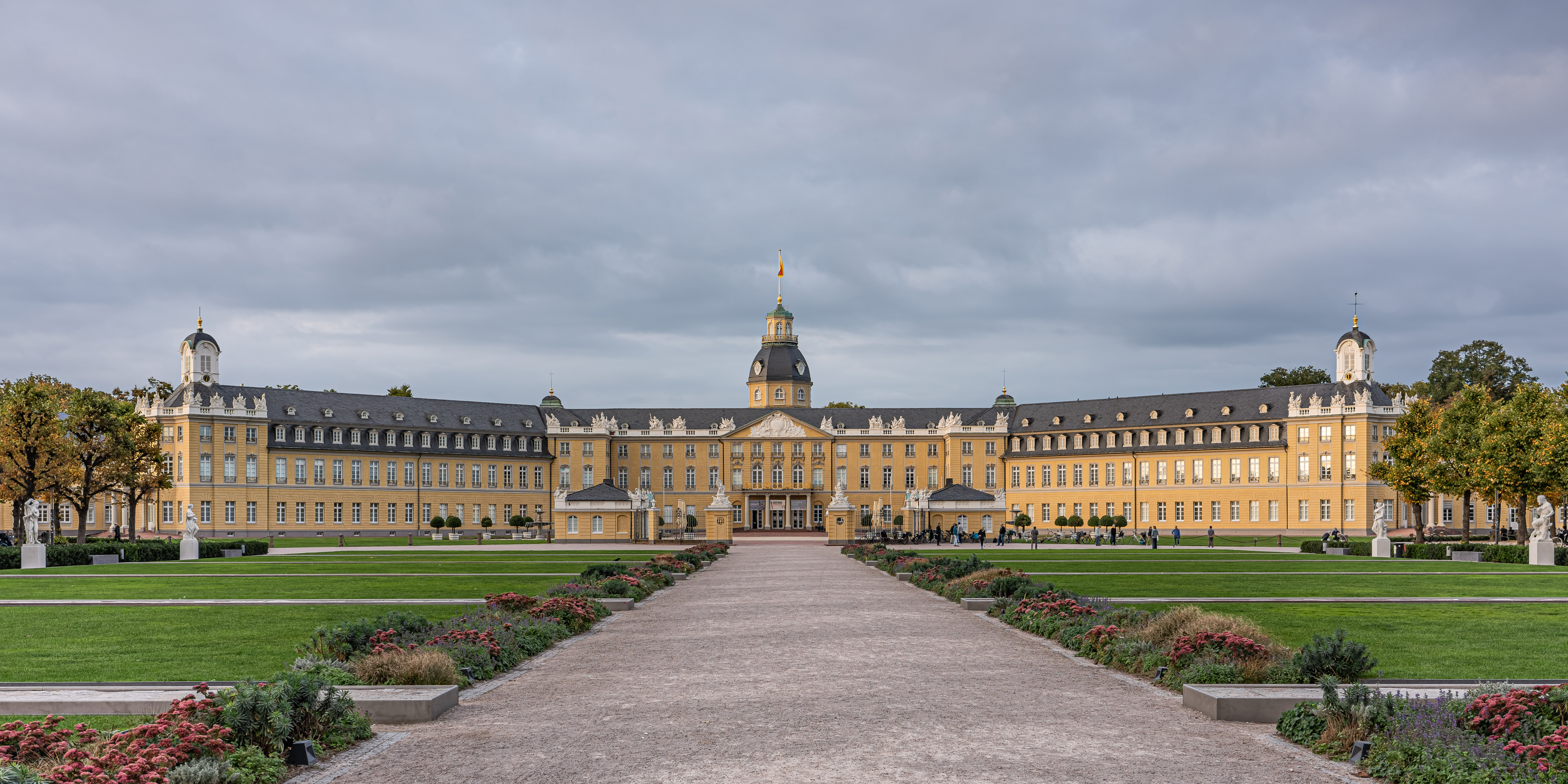
Le château de Karlsruhe.

Le château de Karlsruhe est le monument le plus emblématique de la ville. Il a été construit entre 1715 et 1718, dans le style baroque, et plusieurs extensions ont été ajoutées au cours du XVIIIe siècle. Ainsi, la tour coiffée d'un dôme était à l'origine isolée, et une aile la relie désormais au reste. Le château est resté la résidence officielle des margraves et grands-ducs de Bade jusqu'à la révolution de 1918. Les collections d'archéologie et d'anthropologie rassemblées par les grands-ducs au XIXe siècle ont alors été présentées au public, et le château est devenu un musée en 1921. Il a été incendié le 27 septembre 1944, lors d'un bombardement, et tous ses intérieurs baroques ont été perdus. Seuls les murs extérieurs ont résisté au feu, et ce n'est qu'en 1955 que la reconstruction a commencé. Celle-ci a redonné au château son aspect extérieur initial, mais les salons en enfilade n'ont pas été recréés. À la place, les architectes ont inséré de nouveaux étages en béton, plus propices à la présentation des collections du musée. Le musée national badois a ouvert ses portes en 1959 et les travaux ont été achevés en 1966,.

### Architecture moderne et contemporaine

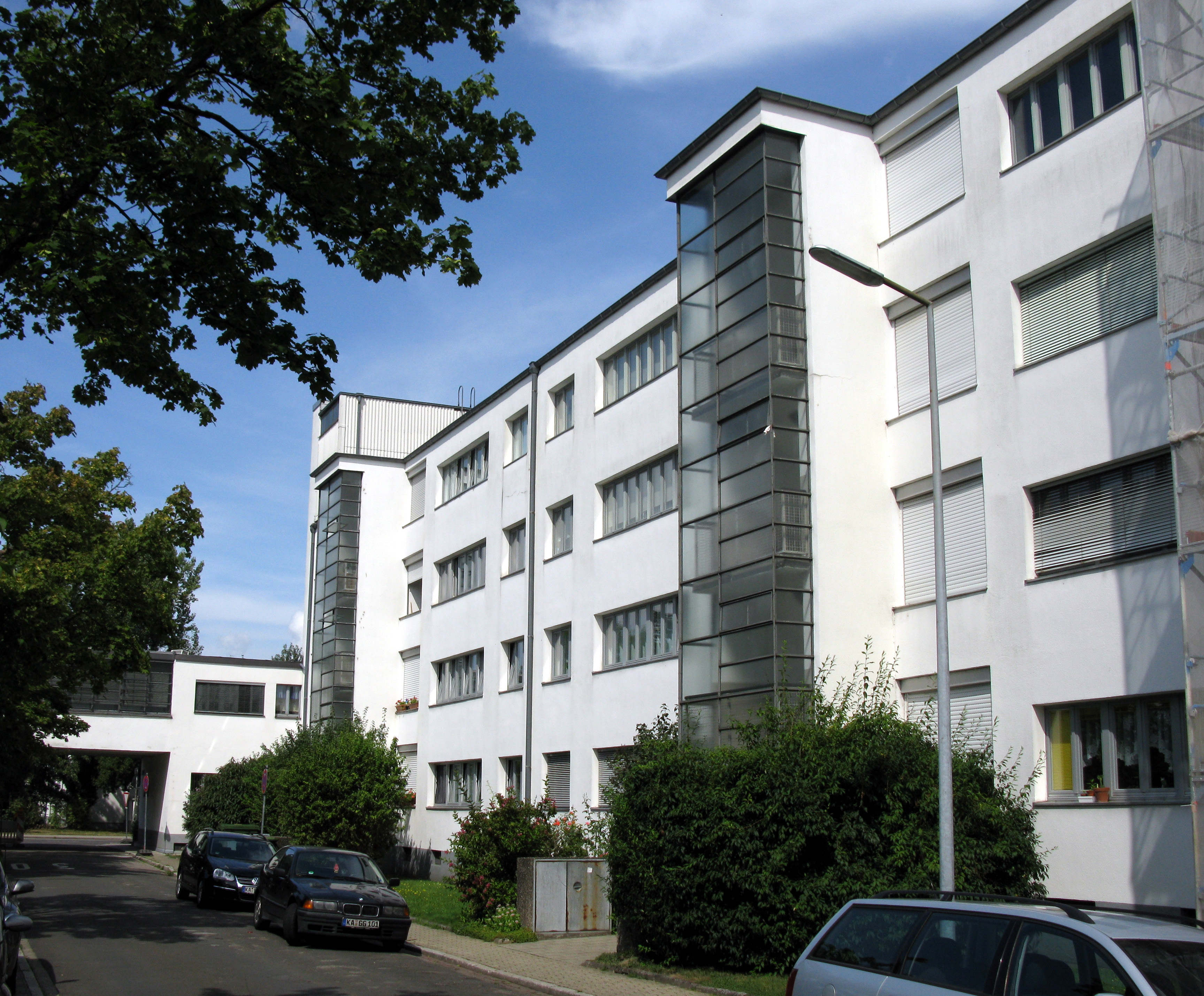
Un immeuble de Walter Gropius, construit en 1928.

Walter Gropius, le chef de file du Bauhaus, a dessiné les plans d'un quartier près de Dammerstock (de)-Rüppurr, au sud du centre-ville. Commencés en 1928, les travaux ont été interrompus l'année suivante à cause de la crise économique, et seulement 228 appartements ont été livrés. L'ensemble est toutefois l'un des exemples les plus importants de l'architecture moderne en Allemagne. Les appartements sont agencés selon la lumière du soleil : le matin, elle donne dans les chambres, l'après-midi, dans les pièces de vie.
Après la Seconde Guerre mondiale, les champs de ruines ont été remplacés par de nombreux blocs d'immeubles en béton et l'aspect de la ville a été changé. Des quartiers résidentiels ont entièrement disparu et de grands axes ont été percés, comme l'autoroute qui traverse le centre-ville. Depuis les années 1970, les rues du centre sont néanmoins progressivement rendues aux piétons. Après le départ des garnisons américaines et françaises dans les années 1990, l'aménagement urbain a été caractérisé par la conversion de sites abandonnés et pollués. Ainsi, un quartier résidentiel a été construit sur l'ancienne caserne américaine, et un grand complexe de cinéma, un musée (le ZKM) et une école de design ont été installés dans l'ancienne usine de munitions.

### Événements culturels
Karlsruhe compte un certain nombre d'institutions culturelles d'envergure nationale et européenne. Certaines décernent des prix, comme le Bambi, décerné aux médias et créé en 1948 par un éditeur de Karlsruhe, Karl Fritz, le prix Hermann Hesse, remis depuis 1956, et le prix Giga-Hertz (de), remis par ZKM, qui récompense des artistes de musique électronique.
La ville organise aussi quelques événements, comme l'African Summer Festival, qui a lieu en juillet dans le quartier nord de la ville et se consacre à la culture africaine. Pendant trois jours, un marché, des démonstrations et cours de percussions et des concerts se succèdent. En juillet, également, se tient annuellement un festival open-air appelé Das Fest. La Linux Audio Conference se tient chaque année à Karlsruhe. Dans le passé, la ville a également accueilli le LinuxTag, le plus grand événement lié à Linux en Europe, ainsi que la Convention européenne de jonglerie, en 2000 et en 2008.

### Institutions culturelles

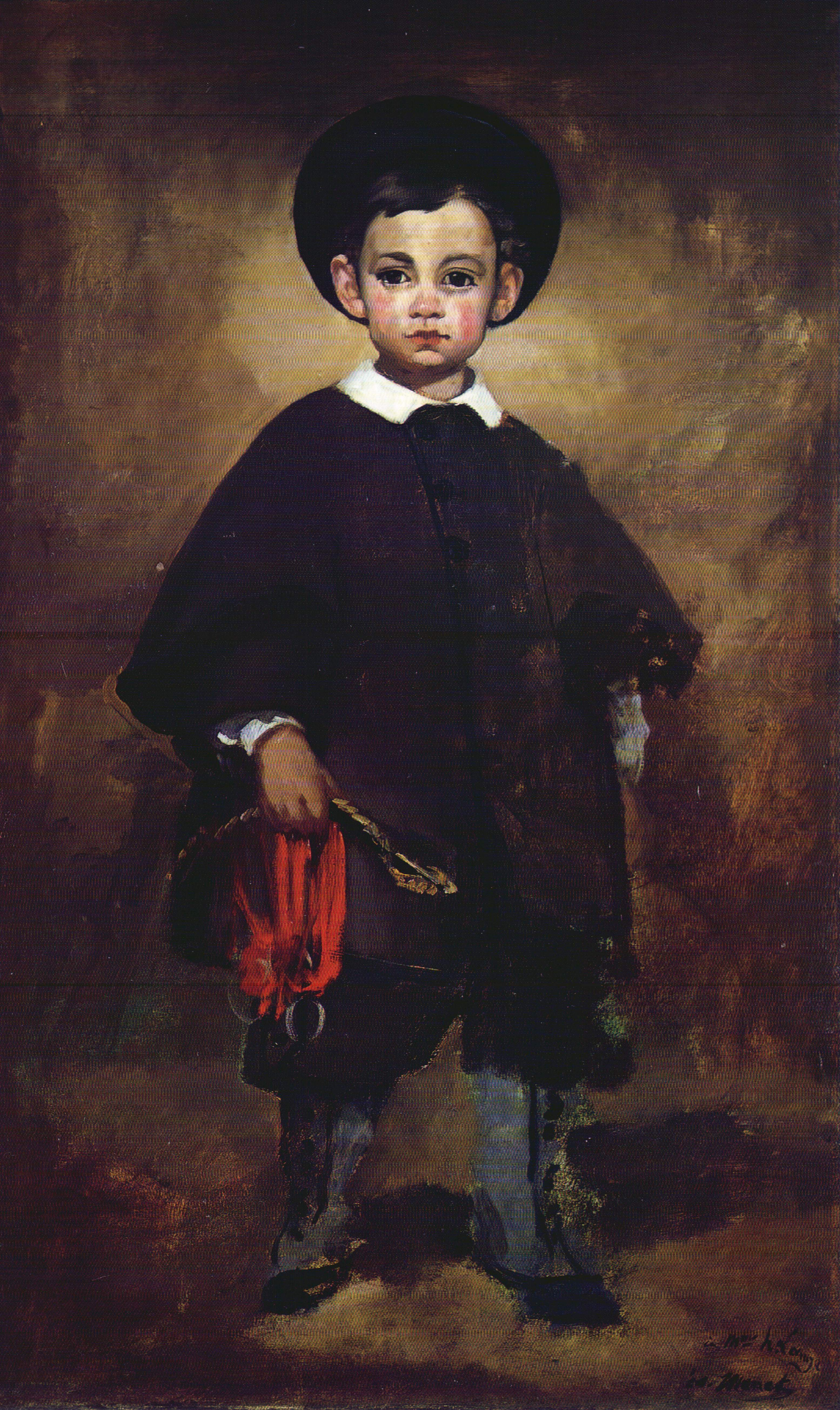
Le petit Lange, tableau d'Édouard Manet exposé dans la Staatliche Kunsthalle Karlsruhe.

La ville compte un grand nombre de théâtres. Le plus important est le Badisches Staatstheater Karlsruhe, qui propose des opéras, des pièces de théâtre et des ballets. Le second plus grand théâtre professionnel est le Sandkorn-Theater (de), fondé en 1956. Il y a aussi un théâtre de marionnettes et plusieurs autres salles où se produisent des troupes de professionnels et d'amateurs.
Le plus grand cinéma de Karlsruhe est le Filmpalast am ZKM. Il propose dix salles d'une capacité totale de près de 3 000 places. La ville compte deux autres cinémas : le Schauburg, le plus ancien cinéma de la ville, qui propose outre des films à gros budgets, un grand nombre de films d'art et d'essai et Die Kurbel.
Le musée national badois (Badisches Landesmuseum), installé dans le château, est consacré à la fois à l'histoire de la région et à celle du monde entier. Il possède notamment des collections archéologiques méditerranéennes, un trésor ottoman, ainsi que des pièces illustrant l'histoire du pays de Bade et de Karlsruhe, comme la couronne des grands-ducs de Bade. Il maintient une annexe sur la Marktplatz depuis 1993. Appelée Museum beim Markt, cette annexe est consacrée aux arts du XXe siècle, et surtout au design, avec une préférence pour l'Art nouveau et le Bauhaus.
Situé dans le palais du Prince Max, le musée de la ville (Stadtmuseum) présente les trois siècles d'histoire de Karlsruhe. Le Pfinzgaumuseum est de son côté consacré à l'histoire de Durlach, la ville médiévale devenue un quartier de Karlsruhe. Il est installé dans le château de Karlsburg, qui était la résidence officielle des margraves de Bade avant la construction du château de Karlsruhe. La maison des États du Bade est considérée comme l'un des berceaux de la démocratie en Allemagne, notamment grâce au progressisme des grands-ducs de Bade. Une exposition permanente y présente l'histoire du Parlement badois.

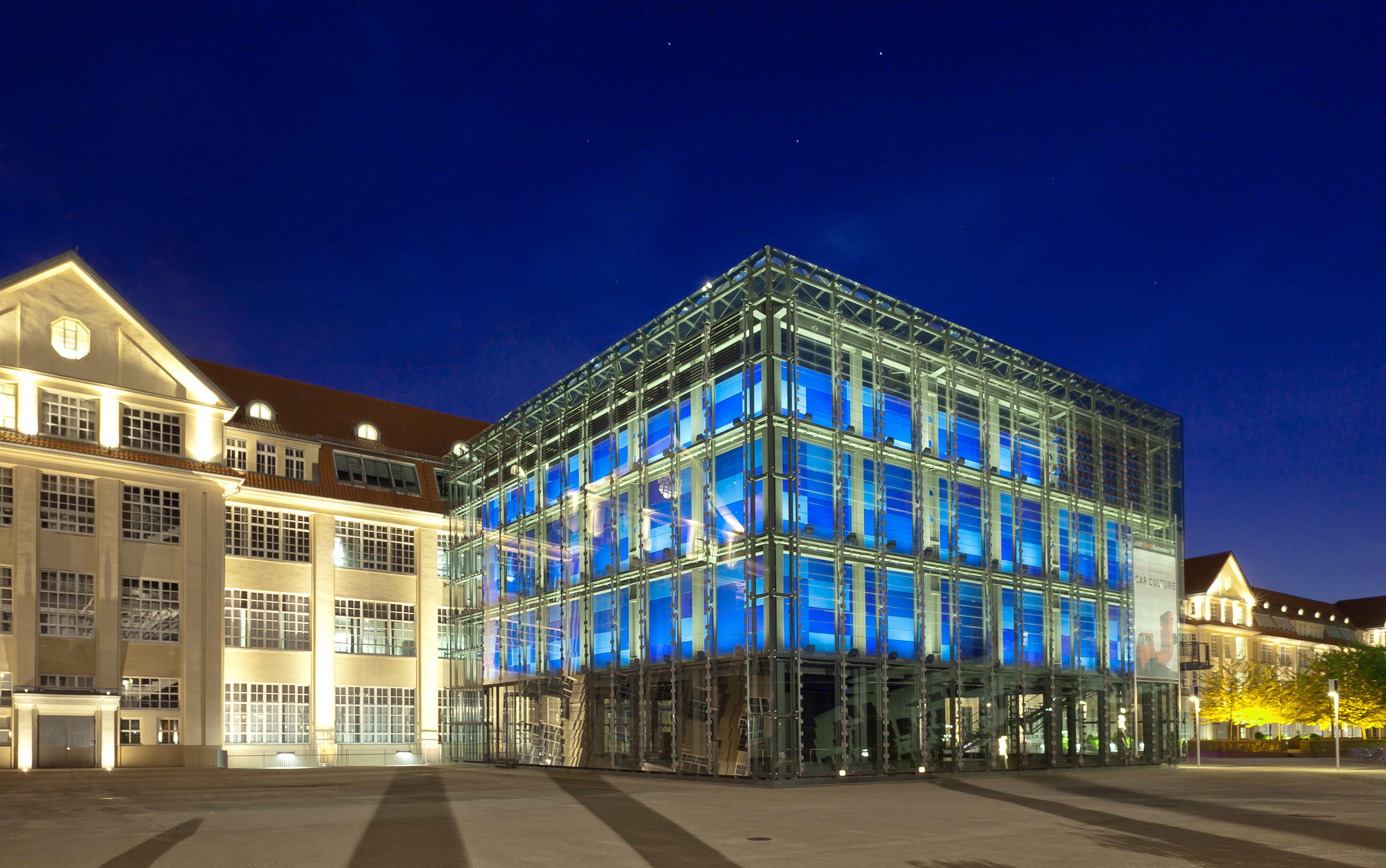
Le ZKM, aménagé dans l'ancienne usine de munitions.

La Staatliche Kunsthalle Karlsruhe est le principal musée de peinture de la ville. Fondé au XIXe siècle, il a été épargné par les bombardements de la Seconde Guerre mondiale, donc les galeries sont d'origine. Il présente l'histoire de la peinture occidentale depuis le Moyen Âge avec des œuvres de Matthias Grünewald, Albrecht Dürer, Claude Monet, Paul Cézanne, Caspar David Friedrich, Hans Thoma, Max Ernst ou encore Gerhard Richter. Des statues du XIXe siècle sont exposées dans l'orangerie, et le cabinet des estampes regroupe plus de 90 000 gravures.
Fondé en 1989, le Centre d'art et de technologie des médias de Karlsruhe, également connu sous son acronyme allemand, ZKM, est le plus jeune musée de la ville. Imaginé comme un « Bauhaus électronique », il est consacré aux médias et à l'art contemporain. Il favorise aussi la création et la recherche artistique, puisqu'il fonctionne en partenariat avec l'école des Beaux-Arts. Il compte également plusieurs instituts de recherche, un studio et un laboratoire consacré à la sauvegarde des documents audiovisuels des années 1960 et 1970.
L'art contemporain est aussi présent dans plusieurs galeries d'exposition, et il est favorisé localement par l'Association artistique badoise (Badischer Kunstverein (de)), fondée en 1818.
Le musée d'histoire naturelle (Musée national d'histoire naturelle de Karlsruhe (de)) a été fondé en regroupant des collections des grands-ducs de Bade. Karlsuhe compte enfin un musée sur la majolique, un musée de l'histoire du droit, un musée de la circulation (Verkehrsmuseum (de)) et un musée Michelin.
Le cimetière principal de Karlsruhe abrite les tombes de nombreuses personnalités.

## Sport

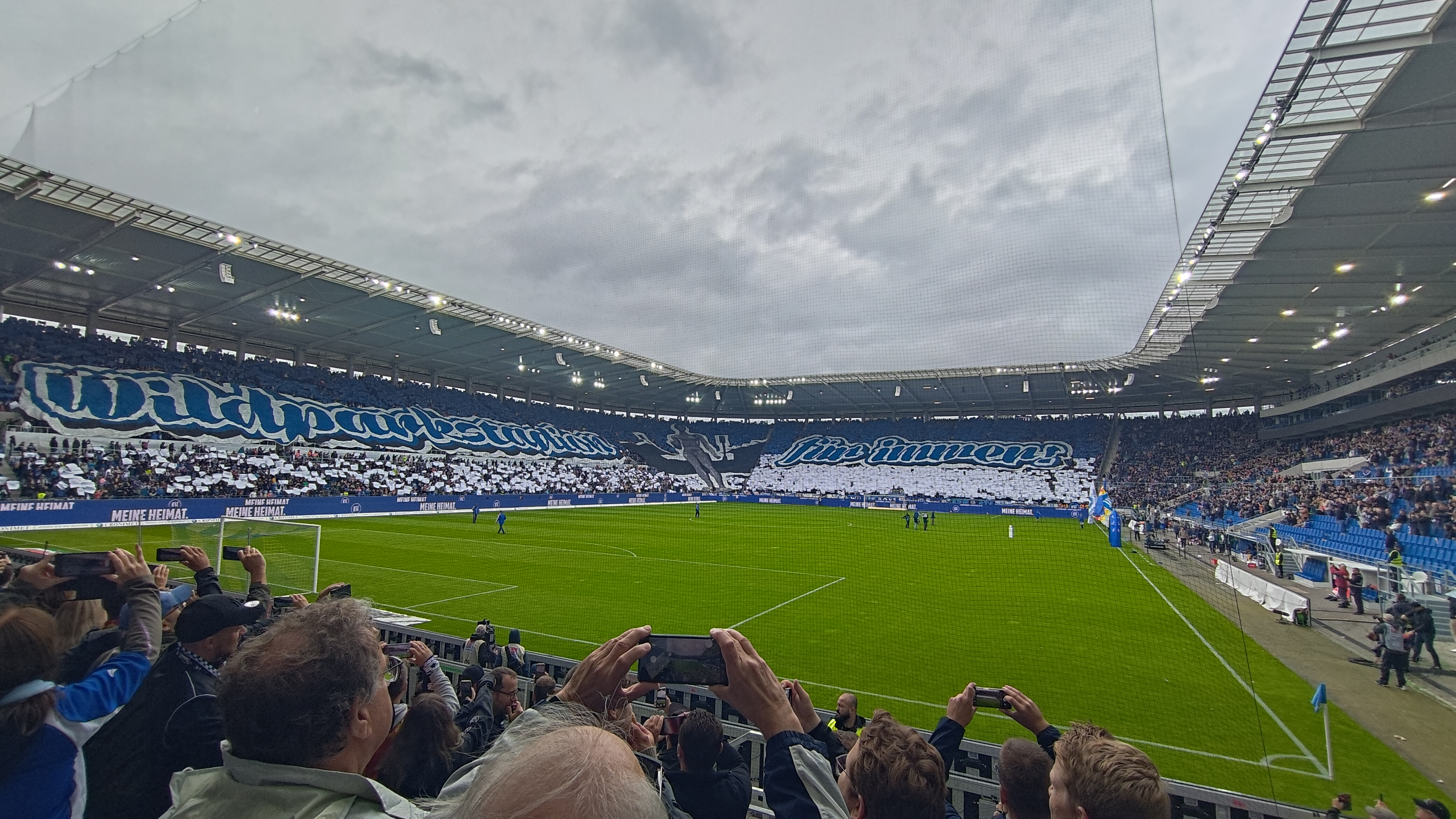
Le Wildparkstadion.

Les principales infrastructures sportives de la ville sont le stade de football du Wildparkstadion et la grande salle omnisports Europahalle (de), accueillant 4 600 spectateurs.

### Football
Karlsruhe accueille plusieurs associations sportives renommées. Le club de football de la ville ayant le plus de succès est le Karlsruher SC, qui joue en 2. Bundesliga depuis la saison 2019-2020. Le club a remporté une édition du championnat d'Allemagne en 1909 et deux éditions de la coupe d'Allemagne en 1955 et 1956. Le KSC compte par ailleurs à son palmarès une coupe Intertoto gagnée en 1996 face au Standard de Liège. Le club, qui a été relégué de première division à l'issue de la saison 2008-2009, navigue désormais entre les deuxième et troisième divisions nationales.
La ville est aussi le siège de club amateurs parmi lesquels le Karlsruher FV, l'ASV Durlach, et le FV Daxlanden.

### Autres sports
Le club de basket BG Karlsruhe a joué entre les saisons 2003-2004 et 2006-2007 en première division de Basketball-Bundesliga. Depuis la saison 2007-2008, le club joue en seconde division de Bundesliga, la Pro A-Liga (de). Il y a aussi le club de tennis TC Rüppurr (de), basé au sud de la ville.

### Évènements
Des évènements sportifs significatives se tiennent chaque année à Karlsruhe, comme un meeting d'athlétisme international en salle, se tenant à la Europahalle, et une réunion internationale d'athlétisme en salle.
La vie sportive à Karlsruhe a également connu divers évènements ces dernières années. Karlsruhe a notamment été ville étape lors des Tours de France 1987 et 2005 des Tours d'Allemagne 2004 et 2006.
La ville est l’une des premières au monde à avoir organisé une course de vélo naturiste, connue sous le nom de Nackt Radtour.

## Personnalités liées à la commune

### Personnalités nées à Karlsruhe
- Charles Ier de Bade (1728–1811), margrave de Bade-Dulach, premier grand-duc de Bade ;
- Friedrich Weinbrenner (1766–1826), architecte et urbaniste allemand ;
- Karoline von Günderrode (1780 –1806), femme de lettres et nouvelliste allemande ;
- Karl Drais (1785–1851), inventeur allemand, connu pour avoir inventé la draisienne et la draisine ;
- Ferdinand Keller (1842–1922), peintre allemand, professeur à l'académie des beaux-arts de la ville ;
- Carl Benz (1844–1929), inventeur allemand, pionnier de l'automobile ;
- Hermann Billing (1867–1946), architecte art nouveau (Jugendstil, Sezession)[48] ;
- Else Blankenhorn (1873-1920), peintre allemande ;
- Karl Hofer (1878–1955), peintre allemand ;
- Walter von Reichenau (1884–1942), Generalfeldmarschall allemand ;
- Adolf Steinmetz (1886–1918), député lorrain au Landtag d'Alsace-Lorraine de 1911 à 1918 ;
- Gottfried Fuchs (1889–1972), footballeur allemand ;
- Peter Sloterdijk (né en 1947), philosophe et un écrivain allemand ;
- Wolfgang Rihm (1952-2024), compositeur allemand ;
- Oliver Bierhoff (né en 1968), footballeur allemand ;
- Oliver Kahn (né en 1969), footballeur allemand ;
- Mehmet Scholl (né en 1970), footballeur allemand ;
- Rahel Straus (1880-1963), médecin, féministe et écrivaine israélienne ;
- Regina Halmich (née en 1976), boxeuse, championne du monde poids-mouche WIBF depuis 1995 ;
- Sebastian Koch (né en 1962), acteur allemand ;
- Alex Mizurov (de), skateboardeur ayant gagné le Game of skate 2006 aux États-Unis ;
- Sasha Waltz (née 1963), chorégraphe et danseuse de danse contemporaine ;
- Ulla von Brandenburg (née en 1974), artiste;
- Jolina Louise (née en 2005), chanteuse et auteur-compositeur allemande.

### Personnalités liées à Karlsruhe
- Caroline-Louise de Hesse-Darmstadt (1723-1783), margravine de Bade, artiste, femme collectionneur et botaniste ;
- Georg von Reichenbach (de) (1771-1826), inventeur allemand et spécialiste de l'optique.
- Karl Mathy (1807-1868), journaliste et homme politique Allemand.
- Hans Thoma (1839-1924), peintre allemand.
- Heinrich Hertz (1857-1894) y découvrit les ondes électromagnétiques.
- Christoph Voll (1897-1939), sculpteur allemand, mort dans la ville.
- Alexander Möller (1903-1985), homme politique allemand, décéda à Karlsruhe.
- Robert Lynen (1920-1944), résistant français, exécuté à la forteresse de la ville.
- Siegfried Buback (1920-1977), procureur général fédéral, assassiné à Karlsruhe.
- Barry McDaniel (1930-2018), baryton américain.
- Nina Laaf, née en 1977, sculptrice vivant et travaillant à Karlsruhe.